# ترانه‌شناسی علیرضا افتخاری
در این مقاله سیاهه‌ای از ترانه‌های اجرا شده و آلبوم‌های علیرضا افتخاری (۱۳۳۷) خواننده، آهنگساز و موسیقی‌دان ایرانی قرار دارد. این فهرست شامل چهار بخشِ آلبوم‌ها، تک آهنگ‌ها، موسیقی فیلم و سریال و اجراهای خصوصی است.

## آلبوم‌ها
| آلبوم                  | نام ترانه                                                               | ترانه‌سرا                                              | آهنگساز                       | تنظیم کننده                           | ناشر                                | سال انتشار | توضیحات |
| ---------------------- | ----------------------------------------------------------------------- | ----------------------------------------------------- | ----------------------------- | ------------------------------------- | ----------------------------------- | ---------- | --- |
| آتش دل                 | چهار مضراب قرائی، آواز و تصنیف رنگ‌های طبیعت                             | شعر تصنیف: شیدای اصفهانی غزل: سعدی                    | عبدالحسین برازنده             | مهرداد دلنوازی                        | گل نوا                              | ۱۳۶۲       | |
| آتش دل                 | چهار مضراب حجاز، آواز و تصنیف آتش دل                                    | شعر تصنیف: سالک غزل: سعدی                             | عبدالحسین برازنده             | مهرداد دلنوازی                        | گل نوا                              | ۱۳۶۲       | |
| مهرورزان               | شوشتری - مقدمه: کمانچه و ارکستر - آواز - «نفیر» قطعه‌ای برای نی و ارکستر | حافظ                                                  | محمدعلی کیانی‌نژاد             |                                       | آوای دل هم آواز آهنگ                | ۱۳۶۴       | |
| مهرورزان               | آواز - تصنیف نیش و نوش                                                  | باباطاهر                                              | محمدعلی کیانی‌نژاد             |                                       | آوای دل هم آواز آهنگ                | ۱۳۶۴       | |
| مهرورزان               | شور (برداشتی از موسیقی محلی بیرجند)-مقدمه پنج ضربی - آواز دو بیتی       | باباطاهر                                              | محمدعلی کیانی‌نژاد             |                                       | آوای دل هم آواز آهنگ                | ۱۳۶۴       | |
| مهرورزان               | ادامه آواز - تصنیف دیده و دل - قطعه راز و نیاز                          | باباطاهر                                              | محمدعلی کیانی‌نژاد             |                                       | آوای دل هم آواز آهنگ                | ۱۳۶۴       | |
| همتای آفتاب            | آواز مثنوی با همسرایی                                                   | مولانا                                                | عماد رام                      |                                       | سار بانگ                            | ۱۳۶۴       | |
| همتای آفتاب            | نگرشی بر اندیشه و شعر مولانا                                            | مولانا                                                | عماد رام                      |                                       | سار بانگ                            | ۱۳۶۴       | |
| راز و نیاز             | چهار مضراب                                                              |                                                       | حسین علیزاده                  |                                       | ماهور                               | ۱۳۶۷       | - دو اثر در این سی‌دی، یکی در دستگاه راست پنجگاه و دیگری در شوشتری، از ساخته‌های حسین علیزاده اند. - تک‌نوازان این مجموعه حسین علیزاده و مسعود شعاری اند. - نام سی‌دی از قطعه‌ای به همین نام برای گروه سه تارنوازان در شوشتری گرفته شده‌است. - محمد معتمدی تصنیف بیا تا گل برافشانیم در این آلبوم را در کنسرت حسین علیزاده و گروه هم آوایان بازخوانی کرده‌است. |
| راز و نیاز             | درآمد                                                                   |                                                       | حسین علیزاده                  |                                       | ماهور                               | ۱۳۶۷       | - دو اثر در این سی‌دی، یکی در دستگاه راست پنجگاه و دیگری در شوشتری، از ساخته‌های حسین علیزاده اند. - تک‌نوازان این مجموعه حسین علیزاده و مسعود شعاری اند. - نام سی‌دی از قطعه‌ای به همین نام برای گروه سه تارنوازان در شوشتری گرفته شده‌است. - محمد معتمدی تصنیف بیا تا گل برافشانیم در این آلبوم را در کنسرت حسین علیزاده و گروه هم آوایان بازخوانی کرده‌است. |
| راز و نیاز             | سماع آسمان                                                              | مولوی                                                 | حسین علیزاده                  |                                       | ماهور                               | ۱۳۶۷       | - دو اثر در این سی‌دی، یکی در دستگاه راست پنجگاه و دیگری در شوشتری، از ساخته‌های حسین علیزاده اند. - تک‌نوازان این مجموعه حسین علیزاده و مسعود شعاری اند. - نام سی‌دی از قطعه‌ای به همین نام برای گروه سه تارنوازان در شوشتری گرفته شده‌است. - محمد معتمدی تصنیف بیا تا گل برافشانیم در این آلبوم را در کنسرت حسین علیزاده و گروه هم آوایان بازخوانی کرده‌است. |
| راز و نیاز             | عشاق                                                                    |                                                       | حسین علیزاده                  |                                       | ماهور                               | ۱۳۶۷       | - دو اثر در این سی‌دی، یکی در دستگاه راست پنجگاه و دیگری در شوشتری، از ساخته‌های حسین علیزاده اند. - تک‌نوازان این مجموعه حسین علیزاده و مسعود شعاری اند. - نام سی‌دی از قطعه‌ای به همین نام برای گروه سه تارنوازان در شوشتری گرفته شده‌است. - محمد معتمدی تصنیف بیا تا گل برافشانیم در این آلبوم را در کنسرت حسین علیزاده و گروه هم آوایان بازخوانی کرده‌است. |
| راز و نیاز             | فرود                                                                    |                                                       | حسین علیزاده                  |                                       | ماهور                               | ۱۳۶۷       | - دو اثر در این سی‌دی، یکی در دستگاه راست پنجگاه و دیگری در شوشتری، از ساخته‌های حسین علیزاده اند. - تک‌نوازان این مجموعه حسین علیزاده و مسعود شعاری اند. - نام سی‌دی از قطعه‌ای به همین نام برای گروه سه تارنوازان در شوشتری گرفته شده‌است. - محمد معتمدی تصنیف بیا تا گل برافشانیم در این آلبوم را در کنسرت حسین علیزاده و گروه هم آوایان بازخوانی کرده‌است. |
| راز و نیاز             | تصنیف آهوی وحشی                                                         | حافظ                                                  | حسین علیزاده                  |                                       | ماهور                               | ۱۳۶۷       | - دو اثر در این سی‌دی، یکی در دستگاه راست پنجگاه و دیگری در شوشتری، از ساخته‌های حسین علیزاده اند. - تک‌نوازان این مجموعه حسین علیزاده و مسعود شعاری اند. - نام سی‌دی از قطعه‌ای به همین نام برای گروه سه تارنوازان در شوشتری گرفته شده‌است. - محمد معتمدی تصنیف بیا تا گل برافشانیم در این آلبوم را در کنسرت حسین علیزاده و گروه هم آوایان بازخوانی کرده‌است. |
| راز و نیاز             | راز و نیاز                                                              |                                                       | حسین علیزاده                  |                                       | ماهور                               | ۱۳۶۷       | - دو اثر در این سی‌دی، یکی در دستگاه راست پنجگاه و دیگری در شوشتری، از ساخته‌های حسین علیزاده اند. - تک‌نوازان این مجموعه حسین علیزاده و مسعود شعاری اند. - نام سی‌دی از قطعه‌ای به همین نام برای گروه سه تارنوازان در شوشتری گرفته شده‌است. - محمد معتمدی تصنیف بیا تا گل برافشانیم در این آلبوم را در کنسرت حسین علیزاده و گروه هم آوایان بازخوانی کرده‌است. |
| راز و نیاز             | شوشتری                                                                  | باباطاهر                                              | حسین علیزاده                  |                                       | ماهور                               | ۱۳۶۷       | - دو اثر در این سی‌دی، یکی در دستگاه راست پنجگاه و دیگری در شوشتری، از ساخته‌های حسین علیزاده اند. - تک‌نوازان این مجموعه حسین علیزاده و مسعود شعاری اند. - نام سی‌دی از قطعه‌ای به همین نام برای گروه سه تارنوازان در شوشتری گرفته شده‌است. - محمد معتمدی تصنیف بیا تا گل برافشانیم در این آلبوم را در کنسرت حسین علیزاده و گروه هم آوایان بازخوانی کرده‌است. |
| راز و نیاز             | بختیاری                                                                 | باباطاهر                                              | حسین علیزاده                  |                                       | ماهور                               | ۱۳۶۷       | - دو اثر در این سی‌دی، یکی در دستگاه راست پنجگاه و دیگری در شوشتری، از ساخته‌های حسین علیزاده اند. - تک‌نوازان این مجموعه حسین علیزاده و مسعود شعاری اند. - نام سی‌دی از قطعه‌ای به همین نام برای گروه سه تارنوازان در شوشتری گرفته شده‌است. - محمد معتمدی تصنیف بیا تا گل برافشانیم در این آلبوم را در کنسرت حسین علیزاده و گروه هم آوایان بازخوانی کرده‌است. |
| راز و نیاز             | مثنوی                                                                   |                                                       | حسین علیزاده                  |                                       | ماهور                               | ۱۳۶۷       | - دو اثر در این سی‌دی، یکی در دستگاه راست پنجگاه و دیگری در شوشتری، از ساخته‌های حسین علیزاده اند. - تک‌نوازان این مجموعه حسین علیزاده و مسعود شعاری اند. - نام سی‌دی از قطعه‌ای به همین نام برای گروه سه تارنوازان در شوشتری گرفته شده‌است. - محمد معتمدی تصنیف بیا تا گل برافشانیم در این آلبوم را در کنسرت حسین علیزاده و گروه هم آوایان بازخوانی کرده‌است. |
| راز و نیاز             | بیات راجه                                                               |                                                       | حسین علیزاده                  |                                       | ماهور                               | ۱۳۶۷       | - دو اثر در این سی‌دی، یکی در دستگاه راست پنجگاه و دیگری در شوشتری، از ساخته‌های حسین علیزاده اند. - تک‌نوازان این مجموعه حسین علیزاده و مسعود شعاری اند. - نام سی‌دی از قطعه‌ای به همین نام برای گروه سه تارنوازان در شوشتری گرفته شده‌است. - محمد معتمدی تصنیف بیا تا گل برافشانیم در این آلبوم را در کنسرت حسین علیزاده و گروه هم آوایان بازخوانی کرده‌است. |
| راز و نیاز             | چهار مضراب، فرود                                                        |                                                       | حسین علیزاده                  |                                       | ماهور                               | ۱۳۶۷       | - دو اثر در این سی‌دی، یکی در دستگاه راست پنجگاه و دیگری در شوشتری، از ساخته‌های حسین علیزاده اند. - تک‌نوازان این مجموعه حسین علیزاده و مسعود شعاری اند. - نام سی‌دی از قطعه‌ای به همین نام برای گروه سه تارنوازان در شوشتری گرفته شده‌است. - محمد معتمدی تصنیف بیا تا گل برافشانیم در این آلبوم را در کنسرت حسین علیزاده و گروه هم آوایان بازخوانی کرده‌است. |
| راز و نیاز             | تصنیف بیا تا گل برافشانیم                                               | حافظ                                                  | حسین علیزاده                  |                                       | ماهور                               | ۱۳۶۷       | - دو اثر در این سی‌دی، یکی در دستگاه راست پنجگاه و دیگری در شوشتری، از ساخته‌های حسین علیزاده اند. - تک‌نوازان این مجموعه حسین علیزاده و مسعود شعاری اند. - نام سی‌دی از قطعه‌ای به همین نام برای گروه سه تارنوازان در شوشتری گرفته شده‌است. - محمد معتمدی تصنیف بیا تا گل برافشانیم در این آلبوم را در کنسرت حسین علیزاده و گروه هم آوایان بازخوانی کرده‌است. |
| دریغا …                | غم نامه                                                                 | باباطاهر                                              | نوازنده نی:سید محمد موسوی     |                                       | مرکز حفظ و اشاعه موسیقی             | ۱۳۶۸       | - آلبوم دریغا با مهرداد کاظمی، محمد گلریز و جهانگیر زمانی مشترک است. - این آلبوم به مناسبت درگذشت روح‌الله خمینی منتشر شد. - آوازهای متعلق به افتخاری در این آلبوم، در دستگاه‌های دشتی، بیات اصفهان و شوشتری اجرا شده‌اند. |
| دریغا …                | بوی گل                                                                  | باباطاهر                                              | نوازنده سه تار: جلال ذوالفنون |                                       | مرکز حفظ و اشاعه موسیقی             | ۱۳۶۸       | - آلبوم دریغا با مهرداد کاظمی، محمد گلریز و جهانگیر زمانی مشترک است. - این آلبوم به مناسبت درگذشت روح‌الله خمینی منتشر شد. - آوازهای متعلق به افتخاری در این آلبوم، در دستگاه‌های دشتی، بیات اصفهان و شوشتری اجرا شده‌اند. |
| دریغا …                | شوشتری                                                                  | باباطاهر                                              | نوازنده نی: سید محمد موسوی    |                                       | مرکز حفظ و اشاعه موسیقی             | ۱۳۶۸       | - آلبوم دریغا با مهرداد کاظمی، محمد گلریز و جهانگیر زمانی مشترک است. - این آلبوم به مناسبت درگذشت روح‌الله خمینی منتشر شد. - آوازهای متعلق به افتخاری در این آلبوم، در دستگاه‌های دشتی، بیات اصفهان و شوشتری اجرا شده‌اند. |
| کاروان                 | پیش‌درآمد بیات ترک                                                       |                                                       | عبدالحسین برازنده             | مهیار فیروز بخت                       | مؤسسهٔ فرهنگی هنری نواگر             | ۱۳۷۰       | |
| کاروان                 | آواز بیات ترک                                                           |                                                       | عبدالحسین برازنده             | مهیار فیروز بخت                       | مؤسسهٔ فرهنگی هنری نواگر             | ۱۳۷۰       | |
| کاروان                 | تصنیف کاروان                                                            |                                                       | عبدالحسین برازنده             | مهیار فیروز بخت                       | مؤسسهٔ فرهنگی هنری نواگر             | ۱۳۷۰       | |
| کاروان                 | پیش‌درآمد افشاری                                                         |                                                       | عبدالحسین برازنده             | مهیار فیروز بخت                       | مؤسسهٔ فرهنگی هنری نواگر             | ۱۳۷۰       | |
| کاروان                 | آواز افشاری                                                             |                                                       | عبدالحسین برازنده             | مهیار فیروز بخت                       | مؤسسهٔ فرهنگی هنری نواگر             | ۱۳۷۰       | |
| کاروان                 | تصنیف شور جوانی                                                         |                                                       | عبدالحسین برازنده             | مهیار فیروز بخت                       | مؤسسهٔ فرهنگی هنری نواگر             | ۱۳۷۰       | |
| کاروان                 | تصنیف دل شکسته (ماهور)                                                  |                                                       | عبدالحسین برازنده             | مهیار فیروز بخت                       | مؤسسهٔ فرهنگی هنری نواگر             | ۱۳۷۰       | |
| کاروان                 | پیش‌درآمد اصفهان                                                         |                                                       | عبدالحسین برازنده             | مهیار فیروز بخت                       | مؤسسهٔ فرهنگی هنری نواگر             | ۱۳۷۰       | |
| کاروان                 | آواز اصفهان                                                             |                                                       | عبدالحسین برازنده             | مهیار فیروز بخت                       | مؤسسهٔ فرهنگی هنری نواگر             | ۱۳۷۰       | |
| کاروان                 | تصنیف طاقت دل                                                           |                                                       | عبدالحسین برازنده             | مهیار فیروز بخت                       | مؤسسهٔ فرهنگی هنری نواگر             | ۱۳۷۰       | |
| غریبستان               | قطعاتی ساخته شده در دستگاه نوا                                          |                                                       | جلیل عندلیبی                  |                                       | آوای دل                             | ۱۳۷۰       | به همراه گروه مولانا |
| غریبستان               | تصنیف بیا بیا دلدار من                                                  | مولانا                                                | جلیل عندلیبی                  |                                       | آوای دل                             | ۱۳۷۰       | به همراه گروه مولانا |
| غریبستان               | درآمد و چهار مضراب نور                                                  |                                                       | هوشنگ ظریف                    |                                       | آوای دل                             | ۱۳۷۰       | به همراه گروه مولانا |
| غریبستان               | ساز و آواز (درآمد نیشابورک و نهفت)                                      |                                                       |                               |                                       | آوای دل                             | ۱۳۷۰       | به همراه گروه مولانا |
| غریبستان               | تصنیف صلای عشق                                                          | حافظ                                                  | جلیل عندلیبی                  |                                       | آوای دل                             | ۱۳۷۰       | به همراه گروه مولانا |
| غریبستان               | قطعهٔ ارکستری نو نوا                                                     |                                                       | جلیل عندلیبی                  |                                       | آوای دل                             | ۱۳۷۰       | به همراه گروه مولانا |
| غریبستان               | درآمد و ضربی نهفت                                                       |                                                       |                               |                                       | آوای دل                             | ۱۳۷۰       | به همراه گروه مولانا |
| غریبستان               | آواز نهفت و بیات کرد و فرود                                             |                                                       | جلیل عندلیبی                  |                                       | آوای دل                             | ۱۳۷۰       | به همراه گروه مولانا |
| غریبستان               | ساقیا                                                                   | شیخ بهایی                                             | جلیل عندلیبی                  |                                       | آوای دل                             | ۱۳۷۰       | به همراه گروه مولانا |
| غریبستان               | آواز دو بیتی                                                            | باباطاهر                                              |                               |                                       | آوای دل                             | ۱۳۷۰       | به همراه گروه مولانا |
| راز گل                 | راز گل                                                                  |                                                       | محمد آذری                     | مجتبی میرزاده                         | آوای دل                             | ۱۳۷۲       | این آلبوم در دو فضای نوا و دشتی اجرا شده‌است. |
| راز گل                 | آواز همراه با کمانچه                                                    |                                                       | علیرضا افتخاری                | مجتبی میرزاده                         | آوای دل                             | ۱۳۷۲       | این آلبوم در دو فضای نوا و دشتی اجرا شده‌است. |
| راز گل                 | شکفتن                                                                   |                                                       | محمد آذری                     | مجتبی میرزاده                         | آوای دل                             | ۱۳۷۲       | این آلبوم در دو فضای نوا و دشتی اجرا شده‌است. |
| راز گل                 | آواز همراه با کمانچه                                                    |                                                       | محمد آذری                     | مجتبی میرزاده                         | آوای دل                             | ۱۳۷۲       | این آلبوم در دو فضای نوا و دشتی اجرا شده‌است. |
| راز گل                 | تصنیف کمان ابرو                                                         | حافظ                                                  | محمد آذری                     | مجتبی میرزاده                         | آوای دل                             | ۱۳۷۲       | این آلبوم در دو فضای نوا و دشتی اجرا شده‌است. |
| راز گل                 | مژده                                                                    |                                                       | محمد آذری                     | مجتبی میرزاده                         | آوای دل                             | ۱۳۷۲       | این آلبوم در دو فضای نوا و دشتی اجرا شده‌است. |
| راز گل                 | آواز همراه با نِی                                                        |                                                       | محمد آذری                     | مجتبی میرزاده                         | آوای دل                             | ۱۳۷۲       | این آلبوم در دو فضای نوا و دشتی اجرا شده‌است. |
| راز گل                 | تصنیف حال خونین دلان                                                    | حافظ                                                  | محمد آذری                     | مجتبی میرزاده                         | آوای دل                             | ۱۳۷۲       | این آلبوم در دو فضای نوا و دشتی اجرا شده‌است. |
| راز گل                 | آواز همراه با سه تار                                                    |                                                       | محمد آذری                     | مجتبی میرزاده                         | آوای دل                             | ۱۳۷۲       | این آلبوم در دو فضای نوا و دشتی اجرا شده‌است. |
| راز گل                 | تصنیف با ما منشین                                                       | حافظ                                                  | مجتبی میرزاده                 | مجتبی میرزاده                         | آوای دل                             | ۱۳۷۲       | این آلبوم در دو فضای نوا و دشتی اجرا شده‌است. |
| سرو سیمین              | مقدمه همایون                                                            |                                                       | محمدعلی کیانی‌نژاد             |                                       | فارس نوا (صدای شیراز)               | ۱۳۷۳       | - به همراه گروه دستان - محمدعلی کیانی نژاد قطعه رنگ خراسانی را به علی اصغر کوثری تقدیم کرد. - این اثر در دستگاه سه گاه خوانده شده‌است. |
| سرو سیمین              | تصنیف مهر روز فروز                                                      | خواجوی کرمانی                                         | محمدعلی کیانی‌نژاد             |                                       | فارس نوا (صدای شیراز)               | ۱۳۷۳       | - به همراه گروه دستان - محمدعلی کیانی نژاد قطعه رنگ خراسانی را به علی اصغر کوثری تقدیم کرد. - این اثر در دستگاه سه گاه خوانده شده‌است. |
| سرو سیمین              | آواز همایون به همراهی عود                                               |                                                       | محمدعلی کیانی‌نژاد             |                                       | فارس نوا (صدای شیراز)               | ۱۳۷۳       | - به همراه گروه دستان - محمدعلی کیانی نژاد قطعه رنگ خراسانی را به علی اصغر کوثری تقدیم کرد. - این اثر در دستگاه سه گاه خوانده شده‌است. |
| سرو سیمین              | مقدمه سه گاه                                                            |                                                       | محمدعلی کیانی‌نژاد             |                                       | فارس نوا (صدای شیراز)               | ۱۳۷۳       | - به همراه گروه دستان - محمدعلی کیانی نژاد قطعه رنگ خراسانی را به علی اصغر کوثری تقدیم کرد. - این اثر در دستگاه سه گاه خوانده شده‌است. |
| سرو سیمین              | آواز سه گاه، درآمد و زابل به همراهی سنتور                               |                                                       | محمدعلی کیانی‌نژاد             |                                       | فارس نوا (صدای شیراز)               | ۱۳۷۳       | - به همراه گروه دستان - محمدعلی کیانی نژاد قطعه رنگ خراسانی را به علی اصغر کوثری تقدیم کرد. - این اثر در دستگاه سه گاه خوانده شده‌است. |
| سرو سیمین              | تصنیف سرو سیمین                                                         | رهی معیری                                             | محمدعلی کیانی‌نژاد             |                                       | فارس نوا (صدای شیراز)               | ۱۳۷۳       | - به همراه گروه دستان - محمدعلی کیانی نژاد قطعه رنگ خراسانی را به علی اصغر کوثری تقدیم کرد. - این اثر در دستگاه سه گاه خوانده شده‌است. |
| سرو سیمین              | آواز مویه به همراهی کمانچه                                              |                                                       | محمدعلی کیانی‌نژاد             |                                       | فارس نوا (صدای شیراز)               | ۱۳۷۳       | - به همراه گروه دستان - محمدعلی کیانی نژاد قطعه رنگ خراسانی را به علی اصغر کوثری تقدیم کرد. - این اثر در دستگاه سه گاه خوانده شده‌است. |
| سرو سیمین              | تصنیف سوز و ساز (در مقام سه گاه)                                        | رهی معیری                                             | محمدعلی کیانی‌نژاد             |                                       | فارس نوا (صدای شیراز)               | ۱۳۷۳       | - به همراه گروه دستان - محمدعلی کیانی نژاد قطعه رنگ خراسانی را به علی اصغر کوثری تقدیم کرد. - این اثر در دستگاه سه گاه خوانده شده‌است. |
| سرو سیمین              | آواز مخالف به همراهی نی                                                 | کاظم پزشکی                                            | محمدعلی کیانی‌نژاد             |                                       | فارس نوا (صدای شیراز)               | ۱۳۷۳       | - به همراه گروه دستان - محمدعلی کیانی نژاد قطعه رنگ خراسانی را به علی اصغر کوثری تقدیم کرد. - این اثر در دستگاه سه گاه خوانده شده‌است. |
| سرو سیمین              | تصنیف با نی                                                             | حمید تقوی                                             | محمدعلی کیانی‌نژاد             |                                       | فارس نوا (صدای شیراز)               | ۱۳۷۳       | - به همراه گروه دستان - محمدعلی کیانی نژاد قطعه رنگ خراسانی را به علی اصغر کوثری تقدیم کرد. - این اثر در دستگاه سه گاه خوانده شده‌است. |
| سرو سیمین              | رنگ خراسانی                                                             |                                                       | محمدعلی کیانی‌نژاد             |                                       | فارس نوا (صدای شیراز)               | ۱۳۷۳       | - به همراه گروه دستان - محمدعلی کیانی نژاد قطعه رنگ خراسانی را به علی اصغر کوثری تقدیم کرد. - این اثر در دستگاه سه گاه خوانده شده‌است. |
| سرمستان                | تصنیف غریبان                                                            | حافظ                                                  |                               | سهیل ایوانی                           | مشکات                               | ۱۳۷۳       | |
| سرمستان                | قطعهٔ بی کلام ماهور                                                      |                                                       | سهیل ایوانی                   |                                       | مشکات                               | ۱۳۷۳       | |
| سرمستان                | آواز راست پنجگاه                                                        | حافظ                                                  | جلال ذوالفنون                 |                                       | مشکات                               | ۱۳۷۳       | |
| سرمستان                | تصنیف شیدا                                                              | شیدا                                                  |                               |                                       | مشکات                               | ۱۳۷۳       | |
| سرمستان                | آواز ابوعطا                                                             | عطار نیشابوری                                         | جلال ذوالفنون                 |                                       | مشکات                               | ۱۳۷۳       | |
| سرمستان                | تصنیف سرمستان                                                           | محمدعلی چاوشی ساعد باقری                              | عباس خوشدل                    |                                       | مشکات                               | ۱۳۷۳       | |
| سرمستان                | آواز شور                                                                | مولوی                                                 | جلال ذوالفنون                 |                                       | مشکات                               | ۱۳۷۳       | |
| سرمستان                | تصنیف سرگردان                                                           | باباطاهر                                              |                               | سهیل ایوانی                           | مشکات                               | ۱۳۷۳       | |
| سرمستان                | گل نشان (بی‌کلام)                                                        |                                                       |                               | سهیل ایوانی                           | مشکات                               | ۱۳۷۳       | |
| مقام صبر               | تصنیف مقام صبر                                                          | حافظ                                                  | پرویز مشکاتیان                |                                       | مؤسسهٔ فرهنگی هنری چهارباغ بانگ      | ۱۳۷۳       | |
| مقام صبر               | تکنوازی سنتور                                                           |                                                       | پرویز مشکاتیان                |                                       | مؤسسهٔ فرهنگی هنری چهارباغ بانگ      | ۱۳۷۳       | |
| مقام صبر               | چهارمضراب پنجگاه (گروه نوازی)                                           |                                                       |                               |                                       | مؤسسهٔ فرهنگی هنری چهارباغ بانگ      | ۱۳۷۳       | |
| مقام صبر               | سؤال و جواب گروه و آواز                                                 | ابوسعید ابوالخیر                                      | پرویز مشکاتیان                |                                       | مؤسسهٔ فرهنگی هنری چهارباغ بانگ      | ۱۳۷۳       | |
| مقام صبر               | تصنیف صنم                                                               | عارف قزوینی، فریدون مشیری                             | پرویز مشکاتیان                |                                       | مؤسسهٔ فرهنگی هنری چهارباغ بانگ      | ۱۳۷۳       | |
| مقام صبر               | سه تار و آواز                                                           |                                                       |                               |                                       | مؤسسهٔ فرهنگی هنری چهارباغ بانگ      | ۱۳۷۳       | |
| مقام صبر               | تصنیف هر شب من و دل                                                     | میرزا حبیب خراسانی                                    | پرویز مشکاتیان                |                                       | مؤسسهٔ فرهنگی هنری چهارباغ بانگ      | ۱۳۷۳       | |
| مقام صبر               | سنتور و آواز                                                            |                                                       |                               |                                       | مؤسسهٔ فرهنگی هنری چهارباغ بانگ      | ۱۳۷۳       | |
| مقام صبر               | قطعهٔ کاروانیان (گروه نوازی)                                             |                                                       | پرویز مشکاتیان                |                                       | مؤسسهٔ فرهنگی هنری چهارباغ بانگ      | ۱۳۷۳       | |
| مقام صبر               | تار و آواز                                                              |                                                       |                               |                                       | مؤسسهٔ فرهنگی هنری چهارباغ بانگ      | ۱۳۷۳       | |
| مقام صبر               | تصنیف پروانه                                                            | مولانا                                                | پرویز مشکاتیان                |                                       | مؤسسهٔ فرهنگی هنری چهارباغ بانگ      | ۱۳۷۳       | |
| مقام صبر               | تصنیف بیا تا گل برافشانیم                                               | حافظ                                                  | پرویز مشکاتیان                |                                       | مؤسسهٔ فرهنگی هنری چهارباغ بانگ      | ۱۳۷۳       | |
| ناز نگاه               | تصنیف ناز نگاه                                                          | فریدون مشیری                                          | محمدجواد ضرابیان              |                                       | سار بانگ                            | ۱۳۷۴       | به همراه گروه سماع |
| ناز نگاه               | ساز و آواز                                                              |                                                       | محمدجواد ضرابیان              |                                       | سار بانگ                            | ۱۳۷۴       | به همراه گروه سماع |
| ناز نگاه               | چهار مضراب «گروه نوازی»                                                 |                                                       | محمدجواد ضرابیان              |                                       | سار بانگ                            | ۱۳۷۴       | به همراه گروه سماع |
| ناز نگاه               | ساز و آواز                                                              |                                                       | محمدجواد ضرابیان              |                                       | سار بانگ                            | ۱۳۷۴       | به همراه گروه سماع |
| ناز نگاه               | قطعهٔ شکوِه‌ها                                                             |                                                       | محمدجواد ضرابیان              |                                       | سار بانگ                            | ۱۳۷۴       | به همراه گروه سماع |
| ناز نگاه               | ساز و آواز                                                              |                                                       | محمدجواد ضرابیان              |                                       | سار بانگ                            | ۱۳۷۴       | به همراه گروه سماع |
| ناز نگاه               | تصنیف شب تنهائی                                                         | حافظ                                                  | محمدجواد ضرابیان              |                                       | سار بانگ                            | ۱۳۷۴       | به همراه گروه سماع |
| ناز نگاه               | تصنیف عاشق دیوانه                                                       | عماد کرمانی                                           | محمدجواد ضرابیان              |                                       | سار بانگ                            | ۱۳۷۴       | به همراه گروه سماع |
| ناز نگاه               | گروه نوازی همراه با آواز                                                |                                                       | محمدجواد ضرابیان              |                                       | سار بانگ                            | ۱۳۷۴       | به همراه گروه سماع |
| ناز نگاه               | تصنیف عشوه‌های پنهانی                                                    | شیخ بهایی                                             | محمدجواد ضرابیان              |                                       | سار بانگ                            | ۱۳۷۴       | به همراه گروه سماع |
| شور عشق                | شور عشق                                                                 | عراقی                                                 | فریدون شهبازیان               | فریدون شهبازیان                       | سار بانگ                            | ۱۳۷۴       | |
| شور عشق                | بهانه (ساز و آواز)                                                      | سایه                                                  | فریدون شهبازیان               | فریدون شهبازیان                       | سار بانگ                            | ۱۳۷۴       | |
| شور عشق                | شور عشق (با اجرای گروه کُر)                                              | عراقی                                                 | فریدون شهبازیان               | فریدون شهبازیان                       | سار بانگ                            | ۱۳۷۴       | |
| شور عشق                | گریه (ساز و آواز)                                                       | سایه                                                  | فریدون شهبازیان               | فریدون شهبازیان                       | سار بانگ                            | ۱۳۷۴       | |
| شور عشق                | رهایی                                                                   |                                                       | فریدون شهبازیان               | فریدون شهبازیان                       | سار بانگ                            | ۱۳۷۴       | |
| شور عشق                | محرم راز                                                                | حافظ                                                  | بر مبنای ملودی نغمه           | فریدون شهبازیان                       | سار بانگ                            | ۱۳۷۴       | |
| شور عشق                | نیاز                                                                    |                                                       | فریدون شهبازیان               | فریدون شهبازیان                       | سار بانگ                            | ۱۳۷۴       | |
| شور عشق                | ساقی (ساز و آواز)                                                       | سایه                                                  | بر مبنای ملودی ساقی نامه      | فریدون شهبازیان                       | سار بانگ                            | ۱۳۷۴       | |
| شور عشق                | ساقی (ترانه)                                                            | سایه                                                  | فریدون شهبازیان               | فریدون شهبازیان                       | سار بانگ                            | ۱۳۷۴       | |
| شور عشق                | ازلی (ساز و آواز)                                                       | سایه                                                  | فریدون شهبازیان               | فریدون شهبازیان                       | سار بانگ                            | ۱۳۷۴       | |
| شور عشق                | شور عاشقانه                                                             | فریدون مشیری                                          | بر مبنای ملودی مرتضا نی داوود | فریدون شهبازیان                       | سار بانگ                            | ۱۳۷۴       | |
| مهمان تو               | تصنیف پیام جانان                                                        | فریدون همراه                                          | جمشید عندلیبی                 |                                       | گلبانگ                              | ۱۳۷۵       | این آلبوم در فضای دشتی و بیات ترک است. |
| مهمان تو               | ساز و آواز                                                              | مولانا                                                | جمشید عندلیبی                 |                                       | گلبانگ                              | ۱۳۷۵       | این آلبوم در فضای دشتی و بیات ترک است. |
| مهمان تو               | تصنیف رهگذر                                                             | فریدون همراه                                          | جمشید عندلیبی                 |                                       | گلبانگ                              | ۱۳۷۵       | این آلبوم در فضای دشتی و بیات ترک است. |
| مهمان تو               | ساز و آواز دو بیتی                                                      | مولانا                                                | جمشید عندلیبی                 |                                       | گلبانگ                              | ۱۳۷۵       | این آلبوم در فضای دشتی و بیات ترک است. |
| مهمان تو               | تصنیف سرگشته                                                            | عراقی                                                 | جمشید عندلیبی                 |                                       | گلبانگ                              | ۱۳۷۵       | این آلبوم در فضای دشتی و بیات ترک است. |
| مهمان تو               | تصنیف مشتاقان                                                           | حافظ                                                  | جمشید عندلیبی                 |                                       | گلبانگ                              | ۱۳۷۵       | این آلبوم در فضای دشتی و بیات ترک است. |
| مهمان تو               | قطعهٔ فریاد همراه با آواز                                                | حافظ                                                  | جمشید عندلیبی                 |                                       | گلبانگ                              | ۱۳۷۵       | این آلبوم در فضای دشتی و بیات ترک است. |
| مهمان تو               | چهار مضراب دل‌انگیزان                                                    |                                                       | جمشید عندلیبی                 |                                       | گلبانگ                              | ۱۳۷۵       | این آلبوم در فضای دشتی و بیات ترک است. |
| مهمان تو               | تصنیف جلوهٔ رخ                                                           | حافظ                                                  | جمشید عندلیبی                 |                                       | گلبانگ                              | ۱۳۷۵       | این آلبوم در فضای دشتی و بیات ترک است. |
| مهمان تو               | تصنیف یار وفادار                                                        | فریدون همراه                                          | جمشید عندلیبی                 |                                       | گلبانگ                              | ۱۳۷۵       | این آلبوم در فضای دشتی و بیات ترک است. |
| زیباترین               | تصنیف زیباترین                                                          | م. آزاد                                               | محمدجواد ضرابیان              |                                       | سار بانگ                            | ۱۳۷۵       | |
| زیباترین               | گروه نوازی همراه با آواز                                                | ه.ا. سایه                                             | محمدجواد ضرابیان              |                                       | سار بانگ                            | ۱۳۷۵       | |
| زیباترین               | آمان آمان                                                               | عارف قزوینی                                           | محمدجواد ضرابیان              |                                       | سار بانگ                            | ۱۳۷۵       | |
| زیباترین               | تصنیف کعبهٔ مهر                                                          | قیصر امین‌پور                                          | محمدجواد ضرابیان              |                                       | سار بانگ                            | ۱۳۷۵       | |
| زیباترین               | ساز و آواز                                                              | قیصر امین‌پور                                          | محمدجواد ضرابیان              |                                       | سار بانگ                            | ۱۳۷۵       | |
| زیباترین               | چهار مضراب گروه نوازی                                                   |                                                       | محمدجواد ضرابیان              |                                       | سار بانگ                            | ۱۳۷۵       | |
| زیباترین               | ساز و آواز                                                              | فریدون مشیری                                          | محمدجواد ضرابیان              |                                       | سار بانگ                            | ۱۳۷۵       | |
| زیباترین               | تصنیف گل بهاری                                                          | فریدون مشیری                                          | محمدجواد ضرابیان              |                                       | سار بانگ                            | ۱۳۷۵       | |
| نیلوفرانه ۱            | در هوای تو                                                              | قیصر امین‌پور                                          | عباس خوشدل                    |                                       | مشکات                               | ۱۳۷۵       | |
| نیلوفرانه ۱            | آواز (افشاری)                                                           | مولانا                                                | عباس خوشدل                    |                                       | مشکات                               | ۱۳۷۵       | |
| نیلوفرانه ۱            | حکایت دل                                                                | قیصر امین‌پور                                          | عباس خوشدل                    |                                       | مشکات                               | ۱۳۷۵       | |
| نیلوفرانه ۱            | کوی بی‌نشان                                                              | قیصر امین‌پور                                          | عباس خوشدل                    |                                       | مشکات                               | ۱۳۷۵       | |
| نیلوفرانه ۱            | بوی پیراهن                                                              | قیصر امین‌پور                                          | عباس خوشدل                    |                                       | مشکات                               | ۱۳۷۵       | |
| نیلوفرانه ۱            | بهشت یاد                                                                | قیصر امین‌پور                                          | عباس خوشدل                    |                                       | مشکات                               | ۱۳۷۵       | |
| نیلوفرانه ۱            | آواز دشتی                                                               | محمود تابنده، سهیل محمودی، فاطمه سالاروند، قباد غفاری | عباس خوشدل                    |                                       | مشکات                               | ۱۳۷۵       | |
| نیلوفرانه ۱            | نیلوفرانه                                                               | قیصر امین‌پور                                          | عباس خوشدل                    |                                       | مشکات                               | ۱۳۷۵       | |
| امان از جدایی          | تصنیف شاخ شمشاد                                                         | باباطاهر بیژن ترقی                                    | جلیل عندلیبی                  |                                       | آواز بیستون                         | ۱۳۷۶       | |
| امان از جدایی          | تصنیف تنیده یاد تو                                                      | ابوالقاسم لاهوتی                                      | جلیل عندلیبی                  |                                       | آواز بیستون                         | ۱۳۷۶       | |
| امان از جدایی          | تصنیف حرام                                                              | وحدت کردستانی                                         | جلیل عندلیبی                  |                                       | آواز بیستون                         | ۱۳۷۶       | |
| امان از جدایی          | تصنیف شب هجران                                                          | هاتف اصفهانی                                          | جلیل عندلیبی                  |                                       | آواز بیستون                         | ۱۳۷۶       | |
| امان از جدایی          | تصنیف جدائی                                                             | هاتف اصفهانی                                          | جلیل عندلیبی                  |                                       | آواز بیستون                         | ۱۳۷۶       | |
| امان از جدایی          | تصنیف ای عشق                                                            | مهدخت مخبر                                            | جلیل عندلیبی                  |                                       | آواز بیستون                         | ۱۳۷۶       | |
| امان از جدایی          | تصنیف شب مهتابی                                                         | بیژن ترقی                                             | جلیل عندلیبی                  |                                       | آواز بیستون                         | ۱۳۷۶       | |
| امان از جدایی          | تصنیف گل من                                                             | بیژن ترقی                                             | جلیل عندلیبی                  |                                       | آواز بیستون                         | ۱۳۷۶       | |
| افسانه                 | نغمه‌گر عشق                                                              | بیژن ترقی                                             | علی جعفریان                   | علی رحیمیان                           | سروش                                | ۱۳۷۷       | |
| افسانه                 | همای آسمانی                                                             | بیژن ترقی                                             | علی جعفریان                   | علی رحیمیان                           | سروش                                | ۱۳۷۷       | |
| افسانه                 | چراغ زندگی                                                              | مشفق کاشانی                                           | علی جعفریان                   | علی رحیمیان                           | سروش                                | ۱۳۷۷       | |
| افسانه                 | قصهٔ عشق                                                                 | مشفق کاشانی                                           | علی جعفریان                   | علی رحیمیان                           | سروش                                | ۱۳۷۷       | |
| افسانه                 | سرود جاودانه                                                            | بیژن ترقی                                             | علی جعفریان                   | علی رحیمیان                           | سروش                                | ۱۳۷۷       | |
| افسانه                 | افسانه                                                                  | مشفق کاشانی                                           | علی جعفریان                   | علی رحیمیان                           | سروش                                | ۱۳۷۷       | |
| افسانه                 | بهشت آرزو                                                               | فریدون مشیری                                          | علی جعفریان                   | علی رحیمیان                           | سروش                                | ۱۳۷۷       | |
| افسانه                 | خورشید شبستان                                                           | مشفق کاشانی                                           | علی جعفریان                   | علی رحیمیان                           | سروش                                | ۱۳۷۷       | |
| تازه به تازه           | تازه به تازه                                                            | عارف نقشبندی                                          | محمدجلیل عندلیبی              | مجتبی میرزاده                         | آواز بیستون                         | ۱۳۷۷       | به همراه گروه مولانا |
| تازه به تازه           | از من چرا رنجیده‌ای                                                      | دهلوی                                                 | محمدجلیل عندلیبی              | مجتبی میرزاده                         | آواز بیستون                         | ۱۳۷۷       | به همراه گروه مولانا |
| تازه به تازه           | ای ساقی                                                                 | بیژن ترقی                                             | محمدجلیل عندلیبی              | مجتبی میرزاده                         | آواز بیستون                         | ۱۳۷۷       | به همراه گروه مولانا |
| تازه به تازه           | من مست و تو دیوانه                                                      | مولانا                                                | محمدجلیل عندلیبی              | مجتبی میرزاده                         | آواز بیستون                         | ۱۳۷۷       | به همراه گروه مولانا |
| تازه به تازه           | تو را جویم                                                              | بیژن ترقی                                             | محمدجلیل عندلیبی              | مجتبی میرزاده                         | آواز بیستون                         | ۱۳۷۷       | به همراه گروه مولانا |
| تازه به تازه           | ای وای بر اسیری                                                         | حزین لاهیجی                                           | محمدجلیل عندلیبی              | مجتبی میرزاده                         | آواز بیستون                         | ۱۳۷۷       | به همراه گروه مولانا |
| تازه به تازه           | یک خانه پر ز مَستان                                                      | مولانا                                                | محمدجلیل عندلیبی              | مجتبی میرزاده                         | آواز بیستون                         | ۱۳۷۷       | به همراه گروه مولانا |
| تازه به تازه           | سرو روان من کو                                                          | انوری                                                 | محمدجلیل عندلیبی              | مجتبی میرزاده                         | آواز بیستون                         | ۱۳۷۷       | به همراه گروه مولانا |
| یاد استاد              | سفر کرده (قسمت اول)                                                     | معینی کرمانشاهی                                       | علی تجویدی                    | مهرداد پازوکی                         | فارس نوا                            | ۱۳۷۷       | [ ۸ ] |
| یاد استاد              | بازگشته (قسمت دوم سفر کرده)                                             | معینی کرمانشاهی                                       | علی تجویدی                    | مهرداد پازوکی                         | فارس نوا                            | ۱۳۷۷       | [ ۸ ] |
| یاد استاد              | آتش کاروان                                                              | بیژن ترقی                                             | علی تجویدی                    | مهرداد پازوکی                         | فارس نوا                            | ۱۳۷۷       | [ ۸ ] |
| یاد استاد              | پیغام من                                                                | معینی کرمانشاهی                                       | علی تجویدی                    | مهرداد پازوکی                         | فارس نوا                            | ۱۳۷۷       | [ ۸ ] |
| یاد استاد              | کودکی                                                                   | معینی کرمانشاهی                                       | علی تجویدی                    | مهرداد پازوکی                         | فارس نوا                            | ۱۳۷۷       | [ ۸ ] |
| یاد استاد              | تنها منشین                                                              | معینی کرمانشاهی                                       | علی تجویدی                    | مهرداد پازوکی                         | فارس نوا                            | ۱۳۷۷       | [ ۸ ] |
| یاد استاد              | می‌گذرم                                                                  | بیژن ترقی                                             | علی تجویدی                    | مهرداد پازوکی                         | فارس نوا                            | ۱۳۷۷       | [ ۸ ] |
| یاد استاد              | آشفته حالی                                                              | معینی کرمانشاهی                                       | علی تجویدی                    | مهرداد پازوکی                         | فارس نوا                            | ۱۳۷۷       | [ ۸ ] |
| هنگامه                 | آرزو                                                                    |                                                       | حسن میرزاخانی                 | حسن میرزاخانی                         | سار بانگ                            | ۱۳۷۸       | |
| هنگامه                 | دل شیدا                                                                 |                                                       | فولکور                        | حسن میرزاخانی                         | سار بانگ                            | ۱۳۷۸       | |
| هنگامه                 | شباهنگ                                                                  |                                                       |                               | حسن میرزاخانی                         | سار بانگ                            | ۱۳۷۸       | |
| هنگامه                 | شبانه                                                                   |                                                       |                               | حسن میرزاخانی                         | سار بانگ                            | ۱۳۷۸       | |
| هنگامه                 | خانه بر دوش                                                             | ساعد باقری                                            | فولک بر مبنای ملودی ساری گلین | حسن میرزاخانی                         | سار بانگ                            | ۱۳۷۸       | |
| هنگامه                 | هنگامه (قطعهٔ بدون کلام)                                                 |                                                       |                               | حسن میرزاخانی                         | سار بانگ                            | ۱۳۷۸       | |
| هنگامه                 | پشت و پناه                                                              |                                                       |                               | حسن میرزاخانی                         | سار بانگ                            | ۱۳۷۸       | |
| هنگامه                 | ساز و آواز                                                              |                                                       |                               | حسن میرزاخانی                         | سار بانگ                            | ۱۳۷۸       | |
| هنگامه                 | نسیم آشنایی                                                             |                                                       |                               | حسن میرزاخانی                         | سار بانگ                            | ۱۳۷۸       | |
| نیلوفرانه ۲            | از اوج آسمان‌ها                                                          | قیصر امین‌پور                                          | عباس خوشدل                    | عباس خوشدل                            | مشکات                               | ۱۳۷۸       | |
| نیلوفرانه ۲            | تشنهٔ توفان                                                              | قیصر امین‌پور                                          | عباس خوشدل                    | عباس خوشدل                            | مشکات                               | ۱۳۷۸       | |
| نیلوفرانه ۲            | رباعی خوانی                                                             | بابا افضل اوحدالدین کرمانی صغیر اصفهانی               | عباس خوشدل                    | عباس خوشدل                            | مشکات                               | ۱۳۷۸       | |
| نیلوفرانه ۲            | آه سحری                                                                 | قیصر امین‌پور                                          | عباس خوشدل                    | عباس خوشدل                            | مشکات                               | ۱۳۷۸       | |
| نیلوفرانه ۲            | عطر نرگس                                                                | محمدعلی چاوشی                                         | عباس خوشدل                    | عباس خوشدل                            | مشکات                               | ۱۳۷۸       | |
| نیلوفرانه ۲            | ای عاشقان                                                               | قیصر امین‌پور                                          | عباس خوشدل                    | عباس خوشدل                            | مشکات                               | ۱۳۷۸       | |
| نیلوفرانه ۲            | رباعی خوانی                                                             | مرشدی زواره‌ای اوحدالدین کرمانی مولوی ابوسعید ابوالخیر | عباس خوشدل                    | عباس خوشدل                            | مشکات                               | ۱۳۷۸       | |
| نیلوفرانه ۲            | انتظار دل                                                               | قیصر امین‌پور                                          | عباس خوشدل                    | عباس خوشدل                            | مشکات                               | ۱۳۷۸       | |
| صدایم کن               | صدایم کن                                                                | سهیل محمودی                                           | عباس خوشدل                    | عباس خوشدل                            | آواز بیستون                         | ۱۳۷۸       | |
| صدایم کن               | آواز دو بیتی                                                            | باباطاهر                                              | عباس خوشدل                    | عباس خوشدل                            | آواز بیستون                         | ۱۳۷۸       | |
| صدایم کن               | قطعهٔ صبح روشن                                                           | سهیل محمودی                                           | عباس خوشدل                    | عباس خوشدل                            | آواز بیستون                         | ۱۳۷۸       | |
| صدایم کن               | آواز دو بیتی                                                            | باباطاهر                                              | عباس خوشدل                    | عباس خوشدل                            | آواز بیستون                         | ۱۳۷۸       | |
| صدایم کن               | راز چشم                                                                 | سهیل محمودی                                           | عباس خوشدل                    | عباس خوشدل                            | آواز بیستون                         | ۱۳۷۸       | |
| صدایم کن               | بانوی عشق                                                               | سهیل محمودی                                           | عباس خوشدل                    | عباس خوشدل                            | آواز بیستون                         | ۱۳۷۸       | |
| صدایم کن               | آواز دو بیتی                                                            | باباطاهر                                              | عباس خوشدل                    | عباس خوشدل                            | آواز بیستون                         | ۱۳۷۸       | |
| صدایم کن               | مناجات                                                                  | سهیل محمودی                                           | عباس خوشدل                    | عباس خوشدل                            | آواز بیستون                         | ۱۳۷۸       | |
| صدایم کن               | سنگ صبور                                                                | سهیل محمودی                                           | عباس خوشدل                    | عباس خوشدل                            | آواز بیستون                         | ۱۳۷۸       | |
| صدایم کن               | دیوار بی کسی                                                            | سهیل محمودی                                           | عباس خوشدل                    | عباس خوشدل                            | آواز بیستون                         | ۱۳۷۸       | |
| عطر سوسن               | تصنیف صبح سپید                                                          | بیژن ترقی                                             | محمدجواد ضرابیان              |                                       | سار بانگ                            | ۱۳۷۸       | |
| عطر سوسن               | ساز و آواز                                                              | ه.ا. سایه                                             | محمدجواد ضرابیان              |                                       | سار بانگ                            | ۱۳۷۸       | |
| عطر سوسن               | تصنیف گل مهتاب                                                          | بیژن ترقی                                             | محمدجواد ضرابیان              |                                       | سار بانگ                            | ۱۳۷۸       | |
| عطر سوسن               | ساز و آواز                                                              | ه.ا. سایه                                             | محمدجواد ضرابیان              |                                       | سار بانگ                            | ۱۳۷۸       | |
| عطر سوسن               | تصنیف جام عشق                                                           | حافظ                                                  | محمدجواد ضرابیان              |                                       | سار بانگ                            | ۱۳۷۸       | |
| عطر سوسن               | تصنیف شور آفرین                                                         | فریدون مشیری                                          | محمدجواد ضرابیان              |                                       | سار بانگ                            | ۱۳۷۸       | |
| عطر سوسن               | ساز و آواز                                                              | ه.ا. سایه                                             | محمدجواد ضرابیان              |                                       | سار بانگ                            | ۱۳۷۸       | |
| عطر سوسن               | تصنیف شور زندگی                                                         | بیژن ترقی                                             | محمدجواد ضرابیان              |                                       | سار بانگ                            | ۱۳۷۸       | |
| عطر سوسن               | ساز و آواز                                                              | ه.ا. سایه                                             | محمدجواد ضرابیان              |                                       | سار بانگ                            | ۱۳۷۸       | |
| عطر سوسن               | تصنیف عطر سوسن                                                          | بیژن ترقی                                             | محمدجواد ضرابیان              |                                       | سار بانگ                            | ۱۳۷۸       | |
| پاییز                  | تصنیف روز و شب                                                          | سهیل محمودی                                           | مهرداد پازوکی                 |                                       | آواز بیستون                         | ۱۳۷۸       | دکلمه: ژاله صادقیان |
| پاییز                  | تصنیف شهر تنهایی                                                        | محمدعلی چاووشی                                        | مهرداد پازوکی                 |                                       | آواز بیستون                         | ۱۳۷۸       | دکلمه: ژاله صادقیان |
| پاییز                  | تصنیف دلی در آتش                                                        | ه.ا. سایه                                             | مهرداد پازوکی                 |                                       | آواز بیستون                         | ۱۳۷۸       | دکلمه: ژاله صادقیان |
| پاییز                  | تصنیف دل‌افروزتر از صبح                                                  | فریدون مشیری                                          | مهرداد پازوکی                 |                                       | آواز بیستون                         | ۱۳۷۸       | دکلمه: ژاله صادقیان |
| پاییز                  | تصنیف کجایی (با همیاری امید سیاره)                                      | ه.ا. سایه                                             | مهرداد پازوکی                 |                                       | آواز بیستون                         | ۱۳۷۸       | دکلمه: ژاله صادقیان |
| پاییز                  | تصنیف عشق و جنون                                                        | ه.ا. سایه                                             | مهرداد پازوکی                 |                                       | آواز بیستون                         | ۱۳۷۸       | دکلمه: ژاله صادقیان |
| پاییز                  | تصنیف بادهٔ شبانه                                                        | مولانا                                                | مهرداد پازوکی                 |                                       | آواز بیستون                         | ۱۳۷۸       | دکلمه: ژاله صادقیان |
| پاییز                  | تصنیف پاییز                                                             | فریدون مشیری                                          | مهرداد پازوکی                 |                                       | آواز بیستون                         | ۱۳۷۸       | دکلمه: ژاله صادقیان |
| خداحافظ                | تصنیف بگذار بگریم                                                       | ملک ابراهیمی                                          | محمدجلیل عندلیبی              |                                       | آواز بیستون                         | ۱۳۷۸       | |
| خداحافظ                | تصنیف همه رفتند                                                         | غزالی                                                 | محمدجلیل عندلیبی              |                                       | آواز بیستون                         | ۱۳۷۸       | |
| خداحافظ                | تصنیف تو نیستی که ببینی                                                 | فریدون مشیری                                          | محمدجلیل عندلیبی              |                                       | آواز بیستون                         | ۱۳۷۸       | |
| خداحافظ                | تصنیف می‌سوزم از فراقت                                                   | حافظ                                                  | محمدجلیل عندلیبی              |                                       | آواز بیستون                         | ۱۳۷۸       | |
| خداحافظ                | تصنیف شرح پریشانی                                                       | وحشی بافقی                                            | محمدجلیل عندلیبی              |                                       | آواز بیستون                         | ۱۳۷۸       | |
| خداحافظ                | تصنیف مهربانی‌ها کجاست                                                   | مهدی سهیلی                                            | محمدجلیل عندلیبی              |                                       | آواز بیستون                         | ۱۳۷۸       | |
| خداحافظ                | تصنیف یاد باد                                                           | مهدی سهیلی                                            | محمدجلیل عندلیبی              |                                       | آواز بیستون                         | ۱۳۷۸       | |
| خداحافظ                | تصنیف خداحافظ                                                           | عارف نقشبندی                                          | محمدجلیل عندلیبی              |                                       | آواز بیستون                         | ۱۳۷۸       | |
| نسیما                  | گلای اطلسی                                                              | حسین منزوی                                            | فضل‌الله توکل                  | بهنام صبوحی تهمورس پورناظری           | آوای نوین اصفهان                    | ۱۳۷۹       | |
| نسیما                  | ساقی                                                                    | حسین منزوی                                            | فضل‌الله توکل                  | بهنام صبوحی تهمورس پورناظری           | آوای نوین اصفهان                    | ۱۳۷۹       | |
| نسیما                  | دل ای دل                                                                | حسین منزوی                                            | فضل‌الله توکل                  | بهنام صبوحی تهمورس پورناظری           | آوای نوین اصفهان                    | ۱۳۷۹       | |
| نسیما                  | گمشده                                                                   | حسین منزوی                                            | فضل‌الله توکل                  | بهنام صبوحی تهمورس پورناظری           | آوای نوین اصفهان                    | ۱۳۷۹       | |
| نسیما                  | حصار                                                                    | حسین منزوی                                            | فضل‌الله توکل                  | بهنام صبوحی تهمورس پورناظری           | آوای نوین اصفهان                    | ۱۳۷۹       | |
| نسیما                  | خزان گل نسرین                                                           | حسین منزوی                                            | فضل‌الله توکل                  | بهنام صبوحی تهمورس پورناظری           | آوای نوین اصفهان                    | ۱۳۷۹       | |
| نسیما                  | آواز به همراهی سه تار                                                   | حسین منزوی                                            | فضل‌الله توکل                  | بهنام صبوحی تهمورس پورناظری           | آوای نوین اصفهان                    | ۱۳۷۹       | |
| نسیما                  | مولا                                                                    | حسین منزوی                                            | فضل‌الله توکل                  | بهنام صبوحی تهمورس پورناظری           | آوای نوین اصفهان                    | ۱۳۷۹       | |
| گل میخک                | چشم شهلا                                                                | علی‌اکبر کنی‌پور                                        | جواد لشکری                    | مهرداد پازوکی                         | آواز بیستون                         | ۱۳۷۹       | |
| گل میخک                | درد آشنا                                                                | نواب صفا                                              | جواد لشکری                    | مهرداد پازوکی                         | آواز بیستون                         | ۱۳۷۹       | |
| گل میخک                | بخت و نصیب                                                              | عبدالله الفت                                          | جواد لشکری                    | مهرداد پازوکی                         | آواز بیستون                         | ۱۳۷۹       | |
| گل میخک                | تو بخوان                                                                | معینی کرمانشاهی                                       | جواد لشکری                    | مهرداد پازوکی                         | آواز بیستون                         | ۱۳۷۹       | |
| گل میخک                | گل میخک                                                                 | کریم فکور                                             | جواد لشکری                    | مهرداد پازوکی                         | آواز بیستون                         | ۱۳۷۹       | |
| گل میخک                | کو محبت                                                                 | مهدخت مخبر                                            | جواد لشکری                    | مهرداد پازوکی                         | آواز بیستون                         | ۱۳۷۹       | |
| گل میخک                | نامه‌رسان                                                                | کریم فکور                                             | جواد لشکری                    | مهرداد پازوکی                         | آواز بیستون                         | ۱۳۷۹       | |
| گل میخک                | لالهٔ صحرایی                                                             | معینی کرمانشاهی                                       | جواد لشکری                    | مهرداد پازوکی                         | آواز بیستون                         | ۱۳۷۹       | |
| گل هزار بهار           | کویر                                                                    | مولانا                                                | کامبیز روشن‌روان               | کامبیز روشن‌روان                       | مشکات                               | ۱۳۷۹       | دکلمه: بهروز رضوی |
| گل هزار بهار           | باد صبا                                                                 | مولانا                                                | کامبیز روشن‌روان               | کامبیز روشن‌روان                       | مشکات                               | ۱۳۷۹       | دکلمه: بهروز رضوی |
| گل هزار بهار           | فردا                                                                    | علی شریعتی                                            | کامبیز روشن‌روان               | کامبیز روشن‌روان                       | مشکات                               | ۱۳۷۹       | دکلمه: بهروز رضوی |
| گل هزار بهار           | شمع                                                                     | علی شریعتی                                            | کامبیز روشن‌روان               | کامبیز روشن‌روان                       | مشکات                               | ۱۳۷۹       | دکلمه: بهروز رضوی |
| گل هزار بهار           | نور ازلی                                                                | مولانا                                                | کامبیز روشن‌روان               | کامبیز روشن‌روان                       | مشکات                               | ۱۳۷۹       | دکلمه: بهروز رضوی |
| گل هزار بهار           | عروج                                                                    | مولانا                                                | کامبیز روشن‌روان               | کامبیز روشن‌روان                       | مشکات                               | ۱۳۷۹       | دکلمه: بهروز رضوی |
| شبان عاشق              | عطر گیسو                                                                | قیصر امین‌پور                                          | عباس خوشدل                    | عباس خوشدل                            | مشکات                               | ۱۳۷۹       | |
| شبان عاشق              | جام نگاه                                                                | قیصر امین‌پور                                          | عباس خوشدل                    | عباس خوشدل                            | مشکات                               | ۱۳۷۹       | |
| شبان عاشق              | دعای دل                                                                 | قیصر امین‌پور                                          | عباس خوشدل                    | عباس خوشدل                            | مشکات                               | ۱۳۷۹       | |
| شبان عاشق              | شبان عاشق                                                               | قیصر امین‌پور                                          | عباس خوشدل                    | عباس خوشدل                            | مشکات                               | ۱۳۷۹       | |
| شبان عاشق              | سپیده                                                                   | محمدعلی چاووشی سهیل محمودی                            | عباس خوشدل                    | عباس خوشدل                            | مشکات                               | ۱۳۷۹       | |
| شبان عاشق              | بهار بی‌خزان                                                             | محمدعلی چاوشی                                         | عباس خوشدل                    | عباس خوشدل                            | مشکات                               | ۱۳۷۹       | |
| مستانه                 | ای دل اگر عاشقی                                                         | عطار نیشابوری                                         | جلال ذوالفنون                 | جلال ذوالفنون                         | آواز بیستون                         | ۱۳۷۹       | |
| مستانه                 | مونس شب‌های من                                                           | مولوی                                                 | جلال ذوالفنون                 | جلال ذوالفنون                         | آواز بیستون                         | ۱۳۷۹       | |
| مستانه                 | بوی گل و ریحان‌ها                                                        | سعدی                                                  | جلال ذوالفنون                 | جلال ذوالفنون                         | آواز بیستون                         | ۱۳۷۹       | |
| مستانه                 | مرده بُدم زنده شدم                                                       | مولوی                                                 | جلال ذوالفنون                 | جلال ذوالفنون                         | آواز بیستون                         | ۱۳۷۹       | |
| مستانه                 | در عاشقی پیچیده‌ام                                                       | مولوی                                                 | جلال ذوالفنون                 | جلال ذوالفنون                         | آواز بیستون                         | ۱۳۷۹       | |
| مستانه                 | خورشید مجلس                                                             | سعدی                                                  | جلال ذوالفنون                 | جلال ذوالفنون                         | آواز بیستون                         | ۱۳۷۹       | |
| مستانه                 | مجموعه قطعات آوازی                                                      | صائب تبریزی، حزین لاهیجی، کلیم کاشانی                 | جلال ذوالفنون                 | جلال ذوالفنون                         | آواز بیستون                         | ۱۳۷۹       | |
| همسایه                 | قربون امشو                                                              | قشقایی                                                | عطا جنگوک                     |                                       | آواز بیستون                         | ۱۳۸۰       | این آلبوم شامل موسیقی لری است |
| همسایه                 | ایی بالُم بندِه                                                           | بختیاری                                               | عطا جنگوک                     |                                       | آواز بیستون                         | ۱۳۸۰       | این آلبوم شامل موسیقی لری است |
| همسایه                 | صنم                                                                     | سعدی                                                  | عطا جنگوک                     |                                       | آواز بیستون                         | ۱۳۸۰       | این آلبوم شامل موسیقی لری است |
| همسایه                 | بی سامان                                                                | شهریار                                                | عطا جنگوک                     |                                       | آواز بیستون                         | ۱۳۸۰       | این آلبوم شامل موسیقی لری است |
| همسایه                 | اگر بگذارد                                                              | دهقان سامانی                                          | عطا جنگوک                     |                                       | آواز بیستون                         | ۱۳۸۰       | این آلبوم شامل موسیقی لری است |
| همسایه                 | سرگران                                                                  | شهریار                                                | عطا جنگوک                     |                                       | آواز بیستون                         | ۱۳۸۰       | این آلبوم شامل موسیقی لری است |
| همسایه                 | آواز گل فریاد                                                           | سعدی و …                                              | عطا جنگوک                     |                                       | آواز بیستون                         | ۱۳۸۰       | این آلبوم شامل موسیقی لری است |
| همسایه                 | بلال بلال                                                               | بختیاری                                               | عطا جنگوک                     |                                       | آواز بیستون                         | ۱۳۸۰       | این آلبوم شامل موسیقی لری است |
| خوش آمدی               | خوش آمدی                                                                | عبدالله الفت                                          | جواد لشکری                    | مهرداد پازوکی                         | آواز بیستون                         | ۱۳۸۰       | |
| خوش آمدی               | موج سرگردان                                                             | عبدالله الفت                                          | جواد لشکری                    | مهرداد پازوکی                         | آواز بیستون                         | ۱۳۸۰       | |
| خوش آمدی               | اسیر دل                                                                 | بهادر یگانه                                           | جواد لشکری                    | مهرداد پازوکی                         | آواز بیستون                         | ۱۳۸۰       | |
| خوش آمدی               | مرا نبینی                                                               | اعلامی                                                | جواد لشکری                    | مهرداد پازوکی                         | آواز بیستون                         | ۱۳۸۰       | |
| خوش آمدی               | نازنین یار من                                                           | رهی معیری                                             | جواد لشکری                    | مهرداد پازوکی                         | آواز بیستون                         | ۱۳۸۰       | |
| خوش آمدی               | جوانی                                                                   | کریم فکور                                             | جواد لشکری                    | مهرداد پازوکی                         | آواز بیستون                         | ۱۳۸۰       | |
| خوش آمدی               | از شهر شما می‌روم                                                        | معینی کرمانشاهی                                       | جواد لشکری                    | مهرداد پازوکی                         | آواز بیستون                         | ۱۳۸۰       | |
| خوش آمدی               | رهزن دل‌ها                                                               | نیر سینا                                              | جواد لشکری                    | مهرداد پازوکی                         | آواز بیستون                         | ۱۳۸۰       | |
| خنده بارون             | تصنیف بهار زندگی                                                        | حسین منزوی                                            | مهرداد پازوکی                 |                                       | آواز بیستون                         | ۱۳۸۰       | |
| خنده بارون             | تصنیف مثل کبوتر                                                         | اکبر آزاد                                             | مهرداد پازوکی                 |                                       | آواز بیستون                         | ۱۳۸۰       | |
| خنده بارون             | ناله در زنجیر                                                           | بیدل                                                  | مهرداد پازوکی                 |                                       | آواز بیستون                         | ۱۳۸۰       | |
| خنده بارون             | تصنیف شبی با این دل شیدا                                                | مشفق کاشانی                                           | مهرداد پازوکی                 |                                       | آواز بیستون                         | ۱۳۸۰       | |
| خنده بارون             | تصنیف مثل سحر                                                           | اکبر آزاد                                             | مهرداد پازوکی                 |                                       | آواز بیستون                         | ۱۳۸۰       | |
| خنده بارون             | تصنیف یه قصه                                                            | اکبر آزاد                                             | مهرداد پازوکی                 |                                       | آواز بیستون                         | ۱۳۸۰       | |
| خنده بارون             | آه بینوا                                                                | باباطاهر                                              | مهرداد پازوکی                 |                                       | آواز بیستون                         | ۱۳۸۰       | |
| خنده بارون             | تصنیف آشفته کاکل                                                        | اکبر آزاد                                             | مهرداد پازوکی                 |                                       | آواز بیستون                         | ۱۳۸۰       | |
| شب عاشقان              | ای عاشقان                                                               | مولانا                                                | علیرضا افتخاری                | جلال ذوالفنون                         | هم آواز آهنگ                        | ۱۳۸۱       | |
| شب عاشقان              | نوبهار خندان                                                            | مولانا                                                | علیرضا افتخاری                | جلال ذوالفنون                         | هم آواز آهنگ                        | ۱۳۸۱       | |
| شب عاشقان              | یا رب…                                                                  | مولانا                                                | علیرضا افتخاری                | جلال ذوالفنون                         | هم آواز آهنگ                        | ۱۳۸۱       | |
| شب عاشقان              | معشوق به سامان شد                                                       | مولانا                                                | علیرضا افتخاری                | جلال ذوالفنون                         | هم آواز آهنگ                        | ۱۳۸۱       | |
| شب عاشقان              | پنهان مشو                                                               | مولانا                                                | علیرضا افتخاری                | جلال ذوالفنون                         | هم آواز آهنگ                        | ۱۳۸۱       | |
| شب عاشقان              | همه را بیازمودم                                                         | مولانا                                                | علیرضا افتخاری                | جلال ذوالفنون                         | هم آواز آهنگ                        | ۱۳۸۱       | |
| شب عاشقان              | شب عاشقان                                                               | سعدی                                                  | علیرضا افتخاری                | جلال ذوالفنون                         | هم آواز آهنگ                        | ۱۳۸۱       | |
| شب عاشقان              | آن نه عشق است                                                           | سعدی                                                  | علیرضا افتخاری                | جلال ذوالفنون                         | هم آواز آهنگ                        | ۱۳۸۱       | |
| شب عاشقان              | گل خندان                                                                | مولانا                                                | علیرضا افتخاری                | جلال ذوالفنون                         | هم آواز آهنگ                        | ۱۳۸۱       | |
| شب عاشقان              | چون غلام آفتابم                                                         | مولانا                                                | علیرضا افتخاری                | جلال ذوالفنون                         | هم آواز آهنگ                        | ۱۳۸۱       | |
| عشق گمشده              | آئین وفا                                                                | رحیم معینی کرمانشاهی                                  | جواد لشکری                    | مرتضی حنانه مجتبی میرزاده مصطفی کسروی | آواز بیستون                         | ۱۳۸۱       | |
| عشق گمشده              | غم تو                                                                   | مشفق کاشانی                                           | جواد لشکری                    | مرتضی حنانه مجتبی میرزاده مصطفی کسروی | آواز بیستون                         | ۱۳۸۱       | |
| عشق گمشده              | ماهیگیر                                                                 | پرویز عباسی                                           | جواد لشکری                    | مرتضی حنانه مجتبی میرزاده مصطفی کسروی | آواز بیستون                         | ۱۳۸۱       | |
| عشق گمشده              | دل سنگی                                                                 | بهادر یگانه                                           | جواد لشکری                    | مرتضی حنانه مجتبی میرزاده مصطفی کسروی | آواز بیستون                         | ۱۳۸۱       | |
| عشق گمشده              | خداحافظ                                                                 | رحیم معینی کرمانشاهی                                  | جواد لشکری                    | مرتضی حنانه مجتبی میرزاده مصطفی کسروی | آواز بیستون                         | ۱۳۸۱       | |
| عشق گمشده              | دولت مستی                                                               | سیمین بهبهانی                                         | جواد لشکری                    | مرتضی حنانه مجتبی میرزاده مصطفی کسروی | آواز بیستون                         | ۱۳۸۱       | |
| عشق گمشده              | مادر                                                                    | شهین حنانه                                            | جواد لشکری                    | مرتضی حنانه مجتبی میرزاده مصطفی کسروی | آواز بیستون                         | ۱۳۸۱       | |
| عشق گمشده              | چشم انتظار                                                              | مشفق کاشانی                                           | جواد لشکری                    | مرتضی حنانه مجتبی میرزاده مصطفی کسروی | آواز بیستون                         | ۱۳۸۱       | |
| شکوه عشق               | دل را ببین                                                              | لاهوتی                                                | فریدون خشنود                  | پویا نیک‌پور                           | آوای برگ                            | ۱۳۸۱       | |
| شکوه عشق               | پرنده‌های رها                                                            | ناصر فیض                                              | بهنام صبوحی                   | بهنام صبوحی                           | آوای برگ                            | ۱۳۸۱       | |
| شکوه عشق               | غزل سبز                                                                 | مریم‌السادات سجادی                                     | بهنام صبوحی                   | بهنام صبوحی                           | آوای برگ                            | ۱۳۸۱       | |
| شکوه عشق               | برای هم                                                                 | فیض کاشانی                                            | فریدون خشنود                  | بهنام صبوحی                           | آوای برگ                            | ۱۳۸۱       | |
| شکوه عشق               | چلچله                                                                   | مشفق کاشانی                                           | فریدون خشنود                  | پویا نیک‌پور                           | آوای برگ                            | ۱۳۸۱       | |
| شکوه عشق               | آفتاب                                                                   | محمد میرزایی                                          | بهنام صبوحی                   | بهنام صبوحی                           | آوای برگ                            | ۱۳۸۱       | |
| شکوه عشق               | خزان                                                                    | علی حسینی‌نژاد                                         | بهنام صبوحی                   | بهنام صبوحی                           | آوای برگ                            | ۱۳۸۱       | |
| شکوه عشق               | حیدر                                                                    | ناصر فیض                                              | بهنام صبوحی                   | بهنام صبوحی                           | آوای برگ                            | ۱۳۸۱       | |
| غم زمانه               | دروغه                                                                   | فضل‌الله توکل                                          | فضل‌الله توکل                  | پیام طونی                             | آوای نوین اصفهان                    | ۱۳۸۲       | |
| غم زمانه               | ای داد بیداد                                                            | فضل‌الله توکل                                          | فضل‌الله توکل                  | پیام طونی                             | آوای نوین اصفهان                    | ۱۳۸۲       | |
| غم زمانه               | رؤیا                                                                    | فضل‌الله توکل                                          | فضل‌الله توکل                  | بهنام خدارحمی                         | آوای نوین اصفهان                    | ۱۳۸۲       | |
| غم زمانه               | رنگارنگ                                                                 | فضل‌الله توکل                                          | فضل‌الله توکل                  | پیام طونی                             | آوای نوین اصفهان                    | ۱۳۸۲       | |
| غم زمانه               | یا رب                                                                   | فضل‌الله توکل                                          | فضل‌الله توکل                  | بهنام خدارحمی                         | آوای نوین اصفهان                    | ۱۳۸۲       | |
| غم زمانه               | صدای خسته                                                               | فضل‌الله توکل                                          | فضل‌الله توکل                  | پیام طونی                             | آوای نوین اصفهان                    | ۱۳۸۲       | |
| غم زمانه               | مژده بهار                                                               | فضل‌الله توکل                                          | فضل‌الله توکل                  | بهنام خدارحمی                         | آوای نوین اصفهان                    | ۱۳۸۲       | |
| غم زمانه               | غم زمانه                                                                | فضل‌الله توکل                                          | فضل‌الله توکل                  | بهنام خدارحمی                         | آوای نوین اصفهان                    | ۱۳۸۲       | |
| باباطاهر               | خال هندو                                                                | محلی                                                  | جمشید عندلیبی                 | جمشید عندلیبی                         | آواز بیستون                         | ۱۳۸۲       | |
| باباطاهر               | نازنین                                                                  | باباطاهر                                              | جمشید عندلیبی                 | جمشید عندلیبی                         | آواز بیستون                         | ۱۳۸۲       | |
| باباطاهر               | اشک مهتاب                                                               | ابراهیم جعفری                                         | جمشید عندلیبی                 | جمشید عندلیبی                         | آواز بیستون                         | ۱۳۸۲       | |
| باباطاهر               | یا مولا                                                                 | محلی و ابوالخیر                                       | جمشید عندلیبی                 | جمشید عندلیبی                         | آواز بیستون                         | ۱۳۸۲       | |
| باباطاهر               | آواز غریبی                                                              | باباطاهر                                              | جمشید عندلیبی                 | جمشید عندلیبی                         | آواز بیستون                         | ۱۳۸۲       | |
| باباطاهر               | سایهٔ بید                                                                | باباطاهر و محلی                                       | جمشید عندلیبی                 | جمشید عندلیبی                         | آواز بیستون                         | ۱۳۸۲       | |
| باباطاهر               | آواز مرغان وحشی                                                         | باباطاهر                                              | جمشید عندلیبی                 | جمشید عندلیبی                         | آواز بیستون                         | ۱۳۸۲       | |
| باباطاهر               | زلفاش بی نظیره                                                          | باباطاهر                                              | جمشید عندلیبی                 | جمشید عندلیبی                         | آواز بیستون                         | ۱۳۸۲       | |
| باباطاهر               | آسمون                                                                   | محلی                                                  | جمشید عندلیبی                 | جمشید عندلیبی                         | آواز بیستون                         | ۱۳۸۲       | |
| قصه شمع                | رد خون                                                                  | علی معلم                                              | جمشید برازنده جابر اطاعتی     |                                       | سروش                                | ۱۳۸۲       | |
| قصه شمع                | صبح خندان                                                               | بیژن ترقی                                             | مهیار فیروزبخت                |                                       | سروش                                | ۱۳۸۲       | |
| قصه شمع                | پریزاد (مادر)                                                           | علی معلم                                              | حسین یوسف‌زمانی                |                                       | سروش                                | ۱۳۸۲       | |
| قصه شمع                | پارسی پارسا                                                             | علی معلم                                              | علی بکان                      |                                       | سروش                                | ۱۳۸۲       | |
| قصه شمع                | یار دلنواز                                                              | حافظ                                                  | مجید اخشابی                   |                                       | سروش                                | ۱۳۸۲       | |
| قصه شمع                | امیر کبیر                                                               | حافظ                                                  | کامبیز روشن‌روان               |                                       | سروش                                | ۱۳۸۲       | |
| قصه شمع                | دلسِتان                                                                  | سعدی                                                  | همایون شجریان                 |                                       | سروش                                | ۱۳۸۲       | |
| قصه شمع                | قصه شمع                                                                 | بیژن ترقی                                             | علی جعفریان شهرام توکلی       |                                       | سروش                                | ۱۳۸۲       | |
| کنسرت لندن (ای میهن)   | خوش آمدید                                                               | فریدون مشیری                                          | محمد جلیل عندلیبی             |                                       | شاخه طوبی                           | ۱۳۸۲       | - به همراه گروه مولانا - این اثر در دستگاه راست پنجگاه می‌باشد. |
| کنسرت لندن (ای میهن)   | چهار مضراب (پنچگاه)                                                     |                                                       | محمد جلیل عندلیبی             |                                       | شاخه طوبی                           | ۱۳۸۲       | - به همراه گروه مولانا - این اثر در دستگاه راست پنجگاه می‌باشد. |
| کنسرت لندن (ای میهن)   | ساز و آواز ۱                                                            | حافظ                                                  | محمد جلیل عندلیبی             |                                       | شاخه طوبی                           | ۱۳۸۲       | - به همراه گروه مولانا - این اثر در دستگاه راست پنجگاه می‌باشد. |
| کنسرت لندن (ای میهن)   | سرخوشان                                                                 | حافظ                                                  | محمد جلیل عندلیبی             |                                       | شاخه طوبی                           | ۱۳۸۲       | - به همراه گروه مولانا - این اثر در دستگاه راست پنجگاه می‌باشد. |
| کنسرت لندن (ای میهن)   | گل برافشانیم                                                            | حافظ                                                  | محمد جلیل عندلیبی             |                                       | شاخه طوبی                           | ۱۳۸۲       | - به همراه گروه مولانا - این اثر در دستگاه راست پنجگاه می‌باشد. |
| کنسرت لندن (ای میهن)   | مقدمه                                                                   |                                                       | محمد جلیل عندلیبی             |                                       | شاخه طوبی                           | ۱۳۸۲       | - به همراه گروه مولانا - این اثر در دستگاه راست پنجگاه می‌باشد. |
| کنسرت لندن (ای میهن)   | ساز و آواز ۲                                                            | حافظ                                                  | محمد جلیل عندلیبی             |                                       | شاخه طوبی                           | ۱۳۸۲       | - به همراه گروه مولانا - این اثر در دستگاه راست پنجگاه می‌باشد. |
| کنسرت لندن (ای میهن)   | ای میهن                                                                 | جواد آذر                                              | محمد جلیل عندلیبی             |                                       | شاخه طوبی                           | ۱۳۸۲       | - به همراه گروه مولانا - این اثر در دستگاه راست پنجگاه می‌باشد. |
| به دنبال دل            | سنگ خارا                                                                | رحیم معینی کرمانشاهی                                  | علی تجویدی                    | بهزاد خدارحمی                         | نی داوود                            | ۱۳۸۳       | |
| به دنبال دل            | دیدی که رسوا شدم                                                        | رهی معیری                                             | علی تجویدی                    | بهزاد خدارحمی                         | نی داوود                            | ۱۳۸۳       | |
| به دنبال دل            | زمانهٔ ما                                                                | رحیم معینی کرمانشاهی                                  | علی تجویدی                    | بهزاد خدارحمی                         | نی داوود                            | ۱۳۸۳       | |
| به دنبال دل            | ثمر گل‌ها                                                                | رحیم معینی کرمانشاهی                                  | علی تجویدی                    | بهزاد خدارحمی                         | نی داوود                            | ۱۳۸۳       | |
| به دنبال دل            | به دنبال دل                                                             | رحیم معینی کرمانشاهی                                  | علی تجویدی                    | بهزاد خدارحمی                         | نی داوود                            | ۱۳۸۳       | |
| به دنبال دل            | خاطرهٔ یک شب                                                             | رحیم معینی کرمانشاهی                                  | علی تجویدی                    | بهزاد خدارحمی                         | نی داوود                            | ۱۳۸۳       | |
| به دنبال دل            | نگرانم                                                                  | رحیم معینی کرمانشاهی                                  | علی تجویدی                    | بهزاد خدارحمی                         | نی داوود                            | ۱۳۸۳       | |
| به دنبال دل            | رفتم که رفتم                                                            | رحیم معینی کرمانشاهی                                  | علی تجویدی                    | بهزاد خدارحمی                         | نی داوود                            | ۱۳۸۳       | |
| خاطرات جوانی           | تنها                                                                    | فضل‌الله توکل                                          | فضل‌الله توکل                  | بهنام صبوحی                           | آوای نوین اصفهان                    | ۱۳۸۳       | |
| خاطرات جوانی           | لحظه شمار                                                               | فضل‌الله توکل                                          | فضل‌الله توکل                  | بهنام صبوحی                           | آوای نوین اصفهان                    | ۱۳۸۳       | |
| خاطرات جوانی           | تا به کی                                                                | فضل‌الله توکل                                          | فضل‌الله توکل                  | بهنام صبوحی                           | آوای نوین اصفهان                    | ۱۳۸۳       | |
| خاطرات جوانی           | مشق                                                                     | فضل‌الله توکل                                          | فضل‌الله توکل                  | بهنام صبوحی                           | آوای نوین اصفهان                    | ۱۳۸۳       | |
| خاطرات جوانی           | نمیدونی                                                                 | فضل‌الله توکل                                          | فضل‌الله توکل                  | بهنام صبوحی                           | آوای نوین اصفهان                    | ۱۳۸۳       | |
| خاطرات جوانی           | ای کاش                                                                  | فضل‌الله توکل                                          | فضل‌الله توکل                  | بهنام صبوحی                           | آوای نوین اصفهان                    | ۱۳۸۳       | |
| خاطرات جوانی           | باران                                                                   | فضل‌الله توکل                                          | فضل‌الله توکل                  | بهنام صبوحی                           | آوای نوین اصفهان                    | ۱۳۸۳       | |
| خاطرات جوانی           | عشق تازه                                                                | فضل‌الله توکل                                          | فضل‌الله توکل                  | بهنام صبوحی                           | آوای نوین اصفهان                    | ۱۳۸۳       | |
| خاطرات جوانی           | لحظه شمار (بی کلام)                                                     | فضل‌الله توکل                                          | فضل‌الله توکل                  | بهنام صبوحی                           | آوای نوین اصفهان                    | ۱۳۸۳       | |
| خاطرات جوانی           | شب پر ستاره (راه)                                                       | فضل‌الله توکل                                          | فضل‌الله توکل                  | بهنام صبوحی                           | آوای نوین اصفهان                    | ۱۳۸۳       | |
| بردی از یادم           | بردی از یادم                                                            | پرویز خطیبی                                           | مصطفی گرگین زاده              | بهزاد خدارحمی                         | آوای ماندگار                        | ۱۳۸۳       | اثری از حبیب‌الله بدیعی، مهدی خالدی، اسدالله ملک |
| بردی از یادم           | کوچه عاشقی                                                              | پرویز خطیبی                                           | مصطفی گرگین زاده              | بهزاد خدارحمی                         | آوای ماندگار                        | ۱۳۸۳       | اثری از حبیب‌الله بدیعی، مهدی خالدی، اسدالله ملک |
| بردی از یادم           | نور خدا                                                                 | پرویز خطیبی                                           | مصطفی گرگین زاده              | بهزاد خدارحمی                         | آوای ماندگار                        | ۱۳۸۳       | اثری از حبیب‌الله بدیعی، مهدی خالدی، اسدالله ملک |
| بردی از یادم           | قصهٔ دل (سفر کنم)                                                        | پرویز خطیبی                                           | مصطفی گرگین زاده              | بهزاد خدارحمی                         | آوای ماندگار                        | ۱۳۸۳       | اثری از حبیب‌الله بدیعی، مهدی خالدی، اسدالله ملک |
| بردی از یادم           | قاصدک (حالیته)                                                          | پرویز خطیبی                                           | مصطفی گرگین زاده              | بهزاد خدارحمی                         | آوای ماندگار                        | ۱۳۸۳       | اثری از حبیب‌الله بدیعی، مهدی خالدی، اسدالله ملک |
| بردی از یادم           | شب عاشقان (دل شکسته‌ها)                                                  | پرویز خطیبی                                           | مصطفی گرگین زاده              | بهزاد خدارحمی                         | آوای ماندگار                        | ۱۳۸۳       | اثری از حبیب‌الله بدیعی، مهدی خالدی، اسدالله ملک |
| بردی از یادم           | الهی بمیرم                                                              | پرویز خطیبی                                           | مصطفی گرگین زاده              | بهزاد خدارحمی                         | آوای ماندگار                        | ۱۳۸۳       | اثری از حبیب‌الله بدیعی، مهدی خالدی، اسدالله ملک |
| بردی از یادم           | نگاه قشنگ                                                               | پرویز خطیبی                                           | مصطفی گرگین زاده              | بهزاد خدارحمی                         | آوای ماندگار                        | ۱۳۸۳       | اثری از حبیب‌الله بدیعی، مهدی خالدی، اسدالله ملک |
| صیاد                   | شب‌های انتظار                                                            | ابوالقاسم حالت حسین لاهوتیان                          | اکبر محسنی                    | بهنام خدارحمی محمدرضا چراغعلی         | سروش                                | ۱۳۸۴       | |
| صیاد                   | یار وفادار                                                              | بهادر یگانه                                           | اکبر محسنی                    | بهنام خدارحمی محمدرضا چراغعلی         | سروش                                | ۱۳۸۴       | |
| صیاد                   | مرا رها کن                                                              | محمدعلی شیرازی                                        | اکبر محسنی                    | بهنام خدارحمی محمدرضا چراغعلی         | سروش                                | ۱۳۸۴       | |
| صیاد                   | با گرفتاری خوشم                                                         | محمدعلی شیرازی                                        | اکبر محسنی                    | بهنام خدارحمی محمدرضا چراغعلی         | سروش                                | ۱۳۸۴       | |
| صیاد                   | صیاد                                                                    | مهدی عابدینی                                          | محمدرضا چراغعلی               | بهنام خدارحمی محمدرضا چراغعلی         | سروش                                | ۱۳۸۴       | |
| صیاد                   | او نیامد                                                                | ایرج تیمورتاش                                         | اکبر محسنی                    | بهنام خدارحمی محمدرضا چراغعلی         | سروش                                | ۱۳۸۴       | |
| صیاد                   | عطر شقایق                                                               | مهدی عابدینی                                          | محمدرضا چراغعلی               | بهنام خدارحمی محمدرضا چراغعلی         | سروش                                | ۱۳۸۴       | |
| صیاد                   | نسیم سحر                                                                | محمدعلی شیرازی                                        | اکبر محسنی                    | بهنام خدارحمی محمدرضا چراغعلی         | سروش                                | ۱۳۸۴       | |
| آوای عشق               | ترانهٔ بهاری                                                             |                                                       | علیرضا افتخاری                | بهزاد خدارحمی                         | سروش                                | ۱۳۸۵       | اشعار این آلبوم از مولانا ـ ساعد باقری ـ باباطاهر و پرویز بیگی می‌باشند. |
| آوای عشق               | صبح نام تو                                                              |                                                       | علیرضا افتخاری                | بهزاد خدارحمی                         | سروش                                | ۱۳۸۵       | اشعار این آلبوم از مولانا ـ ساعد باقری ـ باباطاهر و پرویز بیگی می‌باشند. |
| آوای عشق               | بهار عشق                                                                |                                                       | علیرضا افتخاری                | بهزاد خدارحمی                         | سروش                                | ۱۳۸۵       | اشعار این آلبوم از مولانا ـ ساعد باقری ـ باباطاهر و پرویز بیگی می‌باشند. |
| آوای عشق               | آواز عشق                                                                |                                                       | علیرضا افتخاری                | بهزاد خدارحمی                         | سروش                                | ۱۳۸۵       | اشعار این آلبوم از مولانا ـ ساعد باقری ـ باباطاهر و پرویز بیگی می‌باشند. |
| آوای عشق               | عاشقانه                                                                 |                                                       | علیرضا افتخاری                | بهزاد خدارحمی                         | سروش                                | ۱۳۸۵       | اشعار این آلبوم از مولانا ـ ساعد باقری ـ باباطاهر و پرویز بیگی می‌باشند. |
| آوای عشق               | مناجات                                                                  |                                                       | علیرضا افتخاری                | بهزاد خدارحمی                         | سروش                                | ۱۳۸۵       | اشعار این آلبوم از مولانا ـ ساعد باقری ـ باباطاهر و پرویز بیگی می‌باشند. |
| آوای عشق               | عشق جاودان                                                              |                                                       | علیرضا افتخاری                | بهزاد خدارحمی                         | سروش                                | ۱۳۸۵       | اشعار این آلبوم از مولانا ـ ساعد باقری ـ باباطاهر و پرویز بیگی می‌باشند. |
| آوای عشق               | ساز و سخن (اصفهان)                                                      |                                                       | بهزاد خدارحمی                 | بهزاد خدارحمی                         | سروش                                | ۱۳۸۵       | اشعار این آلبوم از مولانا ـ ساعد باقری ـ باباطاهر و پرویز بیگی می‌باشند. |
| آوای عشق               | ساز و سخن (راست پنجگاه)                                                 |                                                       | بهزاد خدارحمی                 | بهزاد خدارحمی                         | سروش                                | ۱۳۸۵       | اشعار این آلبوم از مولانا ـ ساعد باقری ـ باباطاهر و پرویز بیگی می‌باشند. |
| ماه خراسان             | در شگفتم                                                                |                                                       | فولکلور                       | حسن میرزاخانی                         | آواز بیستون                         | ۱۳۸۵       | |
| ماه خراسان             | گلنار                                                                   |                                                       | فولکلور                       | حسن میرزاخانی                         | آواز بیستون                         | ۱۳۸۵       | |
| ماه خراسان             | اشک چشمات                                                               |                                                       | فولکلور                       | حسن میرزاخانی                         | آواز بیستون                         | ۱۳۸۵       | |
| ماه خراسان             | عید آمده                                                                |                                                       | فولکلور                       | حسن میرزاخانی                         | آواز بیستون                         | ۱۳۸۵       | |
| ماه خراسان             | بلبل شیدا                                                               |                                                       | فولکلور                       | حسن میرزاخانی                         | آواز بیستون                         | ۱۳۸۵       | |
| ماه خراسان             | عطر گلدان                                                               |                                                       | فولکلور                       | حسن میرزاخانی                         | آواز بیستون                         | ۱۳۸۵       | |
| ماه خراسان             | چله چله                                                                 |                                                       | فولکلور                       | حسن میرزاخانی                         | آواز بیستون                         | ۱۳۸۵       | |
| ماه خراسان             | گله بس کن                                                               |                                                       | فولکلور                       | حسن میرزاخانی                         | آواز بیستون                         | ۱۳۸۵       | |
| تو می‌آیی               | دنیا دنیا                                                               |                                                       | حسن میرزاخانی                 | حسن میرزاخانی غلامرضا صادقی           | آواز بیستون                         | ۱۳۸۵       | |
| تو می‌آیی               | قدح                                                                     |                                                       | حسن میرزاخانی                 | حسن میرزاخانی                         | آواز بیستون                         | ۱۳۸۵       | |
| تو می‌آیی               | دلبر                                                                    |                                                       | حسن میرزاخانی                 | حسن میرزاخانی                         | آواز بیستون                         | ۱۳۸۵       | |
| تو می‌آیی               | تو ندیدی مرا                                                            |                                                       | حسن میرزاخانی                 | حسن میرزاخانی                         | آواز بیستون                         | ۱۳۸۵       | |
| تو می‌آیی               | شیرین من کجایی                                                          |                                                       | حسن میرزاخانی                 | سهیل ایوبی                            | آواز بیستون                         | ۱۳۸۵       | |
| تو می‌آیی               | تو می‌آیی                                                                | ابراهیم جعفری                                         | حسن میرزاخانی                 | حسن میرزاخانی غلامرضا صادقی           | آواز بیستون                         | ۱۳۸۵       | |
| تو می‌آیی               | زیر چتر باران                                                           |                                                       | حسن میرزاخانی                 | حسن میرزاخانی                         | آواز بیستون                         | ۱۳۸۵       | |
| تو می‌آیی               | تب عشق                                                                  |                                                       | حسن میرزاخانی                 | حسن میرزاخانی                         | آواز بیستون                         | ۱۳۸۵       | |
| سفر                    | سفر                                                                     | پرویز بیگی حبیب آبادی                                 | بهزاد خدارحمی                 | بهزاد خدارحمی                         | آوای ماندگار                        | ۱۳۸۵       | |
| سفر                    | عاشقونه                                                                 | پرویز بیگی حبیب آبادی                                 | بهزاد خدارحمی                 | بهزاد خدارحمی                         | آوای ماندگار                        | ۱۳۸۵       | |
| سفر                    | توبه                                                                    | پرویز بیگی حبیب آبادی                                 | بهزاد خدارحمی                 | بهزاد خدارحمی                         | آوای ماندگار                        | ۱۳۸۵       | |
| سفر                    | هستی                                                                    | پرویز بیگی حبیب آبادی                                 | بهزاد خدارحمی                 | بهزاد خدارحمی                         | آوای ماندگار                        | ۱۳۸۵       | |
| سفر                    | چشم به راه                                                              | شعر قدیمی                                             | بهزاد خدارحمی                 | بهزاد خدارحمی                         | آوای ماندگار                        | ۱۳۸۵       | |
| سفر                    | انتظار                                                                  | ساعد باقری                                            | بهزاد خدارحمی                 | بهزاد خدارحمی                         | آوای ماندگار                        | ۱۳۸۵       | |
| سفر                    | شعلهٔ عشق                                                                | ساعد باقری                                            | بهزاد خدارحمی                 | بهزاد خدارحمی                         | آوای ماندگار                        | ۱۳۸۵       | |
| سفر                    | آرزو                                                                    | پرویز بیگی حبیب آبادی                                 | بهزاد خدارحمی                 | بهزاد خدارحمی                         | آوای ماندگار                        | ۱۳۸۵       | |
| هوای تو                | افسانهٔ عمر                                                              | پژمان بختیاری                                         | محمدرضا چراغعلی               |                                       | سروش                                | ۱۳۸۶       | |
| هوای تو                | چشم نرگس                                                                | شوریده اعمی                                           | محمدرضا چراغعلی               |                                       | سروش                                | ۱۳۸۶       | |
| هوای تو                | هوای تو                                                                 | رهی معیری                                             | محمدرضا چراغعلی               |                                       | سروش                                | ۱۳۸۶       | |
| هوای تو                | مبتلا                                                                   | رهی معیری                                             | محمدرضا چراغعلی               |                                       | سروش                                | ۱۳۸۶       | |
| هوای تو                | شاهد افلاکی                                                             | رهی معیری                                             | محمدرضا چراغعلی               |                                       | سروش                                | ۱۳۸۶       | |
| هوای تو                | آتش عشق                                                                 | مهدی عابدینی                                          | محمدرضا چراغعلی               |                                       | سروش                                | ۱۳۸۶       | |
| هوای تو                | داغ تنهایی                                                              | رهی معیری                                             | محمدرضا چراغعلی               |                                       | سروش                                | ۱۳۸۶       | |
| هوای تو                | افسانهٔ عمر (بی کلام)                                                    |                                                       | محمدرضا چراغعلی               |                                       | سروش                                | ۱۳۸۶       | |
| هوای تو                | خواب پریشان                                                             | ساناز صفایی                                           | محمدرضا چراغعلی               |                                       | سروش                                | ۱۳۸۶       | |
| عطر مهر                | این کیست …                                                              | مولانا                                                | فریدون خشنود                  | امیر فتحی                             | مرکز موسیقی حوزهٔ هنری               | ۱۳۸۶       | |
| عطر مهر                | خانه خراب                                                               | علی اطهری کرمانی                                      | فریدون خشنود                  | پویا نیک پور                          | مرکز موسیقی حوزهٔ هنری               | ۱۳۸۶       | |
| عطر مهر                | گل محمدی                                                                | علیرضا قزوه                                           | فریدون خشنود                  | بهرام دهقانیار                        | مرکز موسیقی حوزهٔ هنری               | ۱۳۸۶       | |
| عطر مهر                | ای ماه تو را چاکر                                                       | مولانا                                                | فریدون خشنود                  | پویا نیک‌پور                           | مرکز موسیقی حوزهٔ هنری               | ۱۳۸۶       | |
| عطر مهر                | سوز دل                                                                  | لیلا کسری                                             | فریدون خشنود                  | بهرام دهقانیار                        | مرکز موسیقی حوزهٔ هنری               | ۱۳۸۶       | |
| عطر مهر                | جام محبت                                                                | سعدی                                                  | فریدون خشنود                  | پویا نیک پور                          | مرکز موسیقی حوزهٔ هنری               | ۱۳۸۶       | |
| راز گشا                | در حرم قدس                                                              | رهی معیری                                             | عباس خوشدل                    | فریدون شهبازیان                       | سروش                                | ۱۳۸۶       | این آلبوم در دستگاه‌های همایون و چهارگاه اجرا شده‌است. |
| راز گشا                | یار دردمندان                                                            | عباس شهری                                             | عباس خوشدل                    | فریدون شهبازیان                       | سروش                                | ۱۳۸۶       | این آلبوم در دستگاه‌های همایون و چهارگاه اجرا شده‌است. |
| راز گشا                | شکسته‌دل                                                                 | مهدی سهیلی                                            | عباس خوشدل                    | فریدون شهبازیان                       | سروش                                | ۱۳۸۶       | این آلبوم در دستگاه‌های همایون و چهارگاه اجرا شده‌است. |
| راز گشا                | سوگند                                                                   | علی اطهری کرمانی                                      | عباس خوشدل                    | فریدون شهبازیان                       | سروش                                | ۱۳۸۶       | این آلبوم در دستگاه‌های همایون و چهارگاه اجرا شده‌است. |
| راز گشا                | شب نیلوفری                                                              | فرید اصفهانی                                          | عباس خوشدل                    | فریدون شهبازیان                       | سروش                                | ۱۳۸۶       | این آلبوم در دستگاه‌های همایون و چهارگاه اجرا شده‌است. |
| راز گشا                | خورشید سبز                                                              | فرید اصفهانی                                          | عباس خوشدل                    | فریدون شهبازیان                       | سروش                                | ۱۳۸۶       | این آلبوم در دستگاه‌های همایون و چهارگاه اجرا شده‌است. |
| راز گشا                | قسم                                                                     | لعبت والا                                             | عباس خوشدل                    | فریدون شهبازیان                       | سروش                                | ۱۳۸۶       | این آلبوم در دستگاه‌های همایون و چهارگاه اجرا شده‌است. |
| راز گشا                | سکوت                                                                    | علیرضا داوری                                          | عباس خوشدل                    | فریدون شهبازیان                       | سروش                                | ۱۳۸۶       | این آلبوم در دستگاه‌های همایون و چهارگاه اجرا شده‌است. |
| قلندروار               | قلندروار                                                                | ارفع کرمانی                                           | عماد توحیدی                   | بابک شهرکی                            | مرکز موسیقی حوزهٔ هنری               | ۱۳۸۶       | |
| قلندروار               | آئینه دل                                                                | ارفع کرمانی                                           | عماد توحیدی                   | بابک شهرکی                            | مرکز موسیقی حوزهٔ هنری               | ۱۳۸۶       | |
| قلندروار               | پای پیاده                                                               | فؤاد توحیدی                                           | عماد توحیدی                   | بابک شهرکی                            | مرکز موسیقی حوزهٔ هنری               | ۱۳۸۶       | |
| قلندروار               | سلسله مو                                                                | ارفع السادات توحیدی                                   | عماد توحیدی                   | بابک شهرکی                            | مرکز موسیقی حوزهٔ هنری               | ۱۳۸۶       | |
| قلندروار               | مشرق مطلق                                                               | حامد حسینخانی                                         | عماد توحیدی                   | بابک شهرکی                            | مرکز موسیقی حوزهٔ هنری               | ۱۳۸۶       | |
| قلندروار               | بوی زنجیر                                                               | هادی سعیدی کیاسرس                                     | عماد توحیدی                   | بابک شهرکی                            | مرکز موسیقی حوزهٔ هنری               | ۱۳۸۶       | |
| قلندروار               | انعکاس سبز                                                              | ارفع کرمانی                                           | عماد توحیدی                   | بابک شهرکی                            | مرکز موسیقی حوزهٔ هنری               | ۱۳۸۶       | |
| قلندروار               | تب و جنون                                                               | هادی سعیدی کیاسری                                     | عماد توحیدی                   | بابک شهرکی                            | مرکز موسیقی حوزهٔ هنری               | ۱۳۸۶       | |
| خروش بحر               | کاروان (شور)                                                            | سعدی                                                  | فردین کریم‌خاوری               |                                       | مرکز موسیقی حوزهٔ هنری               | ۱۳۸۶       | این آلبوم به مناسبت ماه محرم منتشر شده‌است. |
| خروش بحر               | سرو خدا (شور، دشتی)                                                     | محتشم کاشانی                                          | فردین کریم‌خاوری               |                                       | مرکز موسیقی حوزهٔ هنری               | ۱۳۸۶       | این آلبوم به مناسبت ماه محرم منتشر شده‌است. |
| خروش بحر               | خروش بحر (چهارگاه)                                                      | محتشم کاشانی                                          | فردین کریم‌خاوری               |                                       | مرکز موسیقی حوزهٔ هنری               | ۱۳۸۶       | این آلبوم به مناسبت ماه محرم منتشر شده‌است. |
| خروش بحر               | فراق (افشاری)                                                           | مهجور اصفهانی                                         | فردین کریم‌خاوری               |                                       | مرکز موسیقی حوزهٔ هنری               | ۱۳۸۶       | این آلبوم به مناسبت ماه محرم منتشر شده‌است. |
| خروش بحر               | وداع (چهارگاه، بیداد)                                                   | محتشم کاشانی                                          | فردین کریم‌خاوری               |                                       | مرکز موسیقی حوزهٔ هنری               | ۱۳۸۶       | این آلبوم به مناسبت ماه محرم منتشر شده‌است. |
| خروش بحر               | بر بال ملائک (چهارگاه، بیداد)                                           | بی‌کلام                                                | فردین کریم‌خاوری               |                                       | مرکز موسیقی حوزهٔ هنری               | ۱۳۸۶       | این آلبوم به مناسبت ماه محرم منتشر شده‌است. |
| خروش بحر               | کیمیاگران (شور، دشتی)                                                   | بی‌کلام                                                | فردین کریم‌خاوری               |                                       | مرکز موسیقی حوزهٔ هنری               | ۱۳۸۶       | این آلبوم به مناسبت ماه محرم منتشر شده‌است. |
| تنها تو می‌مانی …       | خسته‌ام از این کویر                                                      | قیصر امین‌پور                                          | امیر رحیمی آذر. علی خشتی‌نژاد  | کاوه سروریان                          | نوا نگار                            | ۱۳۸۷       | |
| تنها تو می‌مانی …       | پنهان                                                                   | سیمین بهبهانی                                         | امیر رحیمی آذر. علی خشتی‌نژاد  | کاوه سروریان                          | نوا نگار                            | ۱۳۸۷       | |
| تنها تو می‌مانی …       | نیاز                                                                    | سیمین بهبهانی                                         | امیر رحیمی آذر. علی خشتی‌نژاد  | کاوه سروریان                          | نوا نگار                            | ۱۳۸۷       | |
| تنها تو می‌مانی …       | تشنهٔ درد                                                                | رهی معیری                                             | امیر رحیمی آذر. علی خشتی‌نژاد  | کاوه سروریان                          | نوا نگار                            | ۱۳۸۷       | |
| تنها تو می‌مانی …       | عمر آن بود…                                                             | عماد خراسانی                                          | امیر رحیمی آذر. علی خشتی‌نژاد  | کاوه سروریان                          | نوا نگار                            | ۱۳۸۷       | |
| تنها تو می‌مانی …       | تنها تو می‌مانی …                                                        | قیصر امین پور                                         | امیر رحیمی آذر. علی خشتی‌نژاد  | کاوه سروریان                          | نوا نگار                            | ۱۳۸۷       | |
| تنها تو می‌مانی …       | طوفان                                                                   | سیمین بهبهانی                                         | امیر رحیمی آذر. علی خشتی‌نژاد  | کاوه سروریان                          | نوا نگار                            | ۱۳۸۷       | |
| تنها تو می‌مانی …       | زبان نگاه                                                               | ه.ا. سایه                                             | امیر رحیمی آذر. علی خشتی‌نژاد  | کاوه سروریان                          | نوا نگار                            | ۱۳۸۷       | |
| عاشقا سلام، عاشقا درود | عاشقا سلام عاشقا درود                                                   | علیرضا قزوه                                           | فریدون خشنود                  | میثم مروستی                           | ایران گام                           | ۱۳۸۷       | |
| عاشقا سلام، عاشقا درود | شب عاشقان بیدل                                                          | سعدی                                                  | فریدون خشنود                  | میثم مروستی                           | ایران گام                           | ۱۳۸۷       | |
| عاشقا سلام، عاشقا درود | شور مستی                                                                | اهورا ایمان                                           | فریدون خشنود                  | امیر فتحی                             | ایران گام                           | ۱۳۸۷       | |
| عاشقا سلام، عاشقا درود | دل اگه دل باشه                                                          | علیرضا قزوه                                           | فریدون خشنود                  | میثم مروستی                           | ایران گام                           | ۱۳۸۷       | |
| عاشقا سلام، عاشقا درود | اگه بودی                                                                | لیلا کسری                                             | فریدون خشنود                  | میثم مروستی                           | ایران گام                           | ۱۳۸۷       | |
| عاشقا سلام، عاشقا درود | دل سر مست                                                               | مولانا                                                | فریدون خشنود                  | امیر فتحی                             | ایران گام                           | ۱۳۸۷       | |
| عاشقا سلام، عاشقا درود | یک چکه ماه                                                              | محمد صالح علاء                                        | فریدون خشنود                  | فریدون خشنود                          | ایران گام                           | ۱۳۸۷       | |
| نوای اساتید            | عاشق شدن                                                                | جهانبخش پازوکی                                        | جهانبخش پازوکی                |                                       | آوای نوین اصفهان                    | ۱۳۸۷       | |
| نوای اساتید            | بزم کسان                                                                |                                                       | اسدالله مَلِک                   |                                       | آوای نوین اصفهان                    | ۱۳۸۷       | |
| نوای اساتید            | شب فروردین                                                              | اکبر آزاد                                             | اکبر محسنی                    |                                       | آوای نوین اصفهان                    | ۱۳۸۷       | |
| نوای اساتید            | رفیق                                                                    | فضل‌الله توکل                                          | فضل‌الله توکل                  |                                       | آوای نوین اصفهان                    | ۱۳۸۷       | |
| نوای اساتید            | دو یار قدیمی                                                            | مسعود فردمَنِش                                          | اکبر محسنی                    |                                       | آوای نوین اصفهان                    | ۱۳۸۷       | |
| نوای اساتید            | گندم طلایی                                                              | اکبر آزاد                                             | فضل‌الله توکل                  |                                       | آوای نوین اصفهان                    | ۱۳۸۷       | |
| نوای اساتید            | بزم کسان (پاپ)                                                          | اسدالله مَلِک                                           |                               |                                       | آوای نوین اصفهان                    | ۱۳۸۷       | |
| نوای اساتید            | به‌یاد استاد تاج                                                         | مشفق کاشانی                                           | فضل‌الله توکل                  |                                       | آوای نوین اصفهان                    | ۱۳۸۷       | |
| گرفتار                 | یوسف عزیز                                                               | مولانا                                                | جلیل عندلیبی                  | جلیل عندلیبی                          | آوای باربد                          | ۱۳۸۹       | قطعه گرفتار و زندگی به مینو افتاده و عبدالوهاب شهیدی تقدیم شده‌است. |
| گرفتار                 | پریدم                                                                   | وحشی بافقی                                            | جلیل عندلیبی                  | جلیل عندلیبی                          | آوای باربد                          | ۱۳۸۹       | قطعه گرفتار و زندگی به مینو افتاده و عبدالوهاب شهیدی تقدیم شده‌است. |
| گرفتار                 | گرفتار                                                                  | ابوالقاسم لاهوتی                                      | جلیل عندلیبی                  | جلیل عندلیبی                          | آوای باربد                          | ۱۳۸۹       | قطعه گرفتار و زندگی به مینو افتاده و عبدالوهاب شهیدی تقدیم شده‌است. |
| گرفتار                 | وقت دعا                                                                 | مولانا                                                | جلیل عندلیبی                  | جلیل عندلیبی                          | آوای باربد                          | ۱۳۸۹       | قطعه گرفتار و زندگی به مینو افتاده و عبدالوهاب شهیدی تقدیم شده‌است. |
| گرفتار                 | تو آمدی                                                                 | مهدخت مخبر                                            | جلیل عندلیبی                  | جلیل عندلیبی                          | آوای باربد                          | ۱۳۸۹       | قطعه گرفتار و زندگی به مینو افتاده و عبدالوهاب شهیدی تقدیم شده‌است. |
| گرفتار                 | یا علی                                                                  | سهیل محمودی                                           | جلیل عندلیبی                  | جلیل عندلیبی                          | آوای باربد                          | ۱۳۸۹       | قطعه گرفتار و زندگی به مینو افتاده و عبدالوهاب شهیدی تقدیم شده‌است. |
| گرفتار                 | زندگی                                                                   | هما میرافشار                                          | جلیل عندلیبی                  | جلیل عندلیبی                          | آوای باربد                          | ۱۳۸۹       | قطعه گرفتار و زندگی به مینو افتاده و عبدالوهاب شهیدی تقدیم شده‌است. |
| شب کوچه‌ها              | شب کوچه‌ها                                                               | شهرام دانش                                            | فریدون خشنود                  | بهنام ابطحی                           | ایران گام                           | ۱۳۸۹       | |
| شب کوچه‌ها              | سلام ای مست                                                             | علیرضا قزوه                                           | فریدون خشنود                  | حسین فاضل                             | ایران گام                           | ۱۳۸۹       | |
| شب کوچه‌ها              | تو خنده‌هام تو گریه‌هام                                                   | لیلا کسری-عماد خراسانی (قطعه آواز)                    | فریدون خشنود                  |                                       | ایران گام                           | ۱۳۸۹       | |
| شب کوچه‌ها              | کعبهٔ دل                                                                 | مشفق کاشانی                                           | فریدون خشنود                  | پیام طونی                             | ایران گام                           | ۱۳۸۹       | |
| شب کوچه‌ها              | شب بو                                                                   | علیرضا قزوه                                           | فریدون خشنود                  | بهنام ابطحی                           | ایران گام                           | ۱۳۸۹       | |
| شب کوچه‌ها              | صبحتان بخیر مردم                                                        | علیرضا قزوه                                           | فریدون خشنود                  | حسین فاضل                             | ایران گام                           | ۱۳۸۹       | |
| شب کوچه‌ها              | شمع و شکر                                                               | مولانا                                                | فریدون خشنود                  | میثم مروستی                           | ایران گام                           | ۱۳۸۹       | |
| شب کوچه‌ها              | به کجا چنین شتابان                                                      | طهمورث پور شیر محمد                                   | الهام افتخاری                 | میثم مروستی                           | ایران گام                           | ۱۳۸۹       | |
| جام مُصفا               | خندهٔ گل                                                                 | اسماعیل نواب صفا                                      | حبیب‌الله بدیعی                | محسن حسینی                            | سروش                                | ۱۳۹۱       | [ ۱۶ ] |
| جام مُصفا               | باغ رؤیا                                                                | بیژن ارژن                                             | محسن حسینی                    | محسن حسینی                            | سروش                                | ۱۳۹۱       | [ ۱۶ ] |
| جام مُصفا               | خیالستان مستان                                                          | بیژن ارژن                                             | محسن حسینی                    | محسن حسینی                            | سروش                                | ۱۳۹۱       | [ ۱۶ ] |
| جام مُصفا               | خیال‌انگیز                                                               | رهی معیری                                             | علیرضا افتخاری                | محسن حسینی                            | سروش                                | ۱۳۹۱       | [ ۱۶ ] |
| جام مُصفا               | اشک                                                                     | نصرالله مردانی                                        | محسن حسینی                    | محسن حسینی                            | سروش                                | ۱۳۹۱       | [ ۱۶ ] |
| جام مُصفا               | کام هزار ساله                                                           | بیژن ارژن                                             | محسن حسینی                    | محسن حسینی                            | سروش                                | ۱۳۹۱       | [ ۱۶ ] |
| جام مُصفا               | خانه برانداز                                                            | رهی معیری                                             | علیرضا افتخاری                | محسن حسینی                            | سروش                                | ۱۳۹۱       | [ ۱۶ ] |
| جام مُصفا               | جام مصفا                                                                | امیر خسرو دهلوی                                       | علیرضا افتخاری                | محسن حسینی                            | سروش                                | ۱۳۹۱       | [ ۱۶ ] |
| خانه دوست کجاست        | آب را گل نکنیم                                                          | سهراب سپهری                                           | مهدی تاری                     | مهدی تاری                             | نغمه‌های ماندگار ایرانیان            | ۱۳۹۲       | |
| خانه دوست کجاست        | دوست                                                                    | سهراب سپهری                                           | مهدی تاری                     | مهدی تاری                             | نغمه‌های ماندگار ایرانیان            | ۱۳۹۲       | |
| خانه دوست کجاست        | وحی در لحظه                                                             | سهراب سپهری                                           | مهدی تاری                     | مهدی تاری                             | نغمه‌های ماندگار ایرانیان            | ۱۳۹۲       | |
| خانه دوست کجاست        | گلستان                                                                  | سهراب سپهری                                           | مهدی تاری                     | مهدی تاری                             | نغمه‌های ماندگار ایرانیان            | ۱۳۹۲       | |
| خانه دوست کجاست        | آفتابی                                                                  | سهراب سپهری                                           | مهدی تاری                     | مهدی تاری                             | نغمه‌های ماندگار ایرانیان            | ۱۳۹۲       | |
| خانه دوست کجاست        | سوگند                                                                   | سهراب سپهری                                           | مهدی تاری                     | مهدی تاری                             | نغمه‌های ماندگار ایرانیان            | ۱۳۹۲       | |
| خانه دوست کجاست        | باران                                                                   | سهراب سپهری                                           | مهدی تاری                     | مهدی تاری                             | نغمه‌های ماندگار ایرانیان            | ۱۳۹۲       | |
| پادشاه فصل‌ها           | بی تو بودن                                                              | محمد سلمانی                                           | حسین پرنیا                    |                                       | ایران گام، هنر شهر، نغمه سرای روژین | ۱۳۹۳       | - به همراه گروه همایون (پرنیا) - این آلبوم در ژانر موسیقی دستگاهی ایرانی ساخته شده‌است. |
| پادشاه فصل‌ها           | تک‌نوازی سنتور بی بی جون                                                 |                                                       | حسین پرنیا                    |                                       | ایران گام، هنر شهر، نغمه سرای روژین | ۱۳۹۳       | - به همراه گروه همایون (پرنیا) - این آلبوم در ژانر موسیقی دستگاهی ایرانی ساخته شده‌است. |
| پادشاه فصل‌ها           | بی بی جون                                                               | احمد شاملو                                            | حسین پرنیا                    |                                       | ایران گام، هنر شهر، نغمه سرای روژین | ۱۳۹۳       | - به همراه گروه همایون (پرنیا) - این آلبوم در ژانر موسیقی دستگاهی ایرانی ساخته شده‌است. |
| پادشاه فصل‌ها           | پاییز                                                                   | مهدی اخوان ثالث                                       | حسین پرنیا                    |                                       | ایران گام، هنر شهر، نغمه سرای روژین | ۱۳۹۳       | - به همراه گروه همایون (پرنیا) - این آلبوم در ژانر موسیقی دستگاهی ایرانی ساخته شده‌است. |
| پادشاه فصل‌ها           | دوره‌گرد                                                                 | علیرضا اخلاقی                                         | حسین پرنیا                    |                                       | ایران گام، هنر شهر، نغمه سرای روژین | ۱۳۹۳       | - به همراه گروه همایون (پرنیا) - این آلبوم در ژانر موسیقی دستگاهی ایرانی ساخته شده‌است. |
| پادشاه فصل‌ها           | کنج تنهایی                                                              | علیرضا اخلاقی                                         | حسین پرنیا                    |                                       | ایران گام، هنر شهر، نغمه سرای روژین | ۱۳۹۳       | - به همراه گروه همایون (پرنیا) - این آلبوم در ژانر موسیقی دستگاهی ایرانی ساخته شده‌است. |
| پادشاه فصل‌ها           | سلو سنتور ماهور                                                         |                                                       | حسین پرنیا                    |                                       | ایران گام، هنر شهر، نغمه سرای روژین | ۱۳۹۳       | - به همراه گروه همایون (پرنیا) - این آلبوم در ژانر موسیقی دستگاهی ایرانی ساخته شده‌است. |
| پادشاه فصل‌ها           | قاصد تلخ                                                                | حسین پرنیا                                            | حسین پرنیا                    |                                       | ایران گام، هنر شهر، نغمه سرای روژین | ۱۳۹۳       | - به همراه گروه همایون (پرنیا) - این آلبوم در ژانر موسیقی دستگاهی ایرانی ساخته شده‌است. |
| پادشاه فصل‌ها           | ری را                                                                   | نیما یوشیج                                            | حسین پرنیا                    |                                       | ایران گام، هنر شهر، نغمه سرای روژین | ۱۳۹۳       | - به همراه گروه همایون (پرنیا) - این آلبوم در ژانر موسیقی دستگاهی ایرانی ساخته شده‌است. |
| پادشاه فصل‌ها           | نفرین به سفر                                                            | مهدی اخوان ثالث                                       | حسین پرنیا                    |                                       | ایران گام، هنر شهر، نغمه سرای روژین | ۱۳۹۳       | - به همراه گروه همایون (پرنیا) - این آلبوم در ژانر موسیقی دستگاهی ایرانی ساخته شده‌است. |
| پادشاه فصل‌ها           | پیوند عمر                                                               | حافظ                                                  | حسین پرنیا                    |                                       | ایران گام، هنر شهر، نغمه سرای روژین | ۱۳۹۳       | - به همراه گروه همایون (پرنیا) - این آلبوم در ژانر موسیقی دستگاهی ایرانی ساخته شده‌است. |
| پادشاه فصل‌ها           | رها                                                                     |                                                       | حسین پرنیا                    |                                       | ایران گام، هنر شهر، نغمه سرای روژین | ۱۳۹۳       | - به همراه گروه همایون (پرنیا) - این آلبوم در ژانر موسیقی دستگاهی ایرانی ساخته شده‌است. |

## تک آهنگ‌ها
| نام ترانه         | ترانه‌سرا              | آهنگ‌ساز                       | سال پخش         | توضیحات |
| ----------------- | --------------------- | ----------------------------- | --------------- | --- |
| به رقص آ          | مولوی                 | محمدجلیل عندلیبی              | ۱۳۶۶            | |
| سلسله موی دوست    | حافظ                  | محمدجلیل عندلیبی              | ۱۳۶۶            | |
| شور عشق           | فخرالدین عراقی        | فریدون شهبازیان               | ۱۳۷۲            | این اثر ابتدا به صورت تک آهنگی در بیات اصفهان، متشکل از سه بخش تک خوانی، کرخوانی و قطعه رهایی اجرا و ضبط شد و پس از چند سال آلبوم آن با اجرا و تنظیمی کاملاً متفاوت، همراه با چند تصنیف دیگر منتشر شد.    |
| پریزاد            | علی معلم              | حسین یوسف زمانی               |                 | |
| باغ ارغوان        | ساعد باقری            | حسین یوسف زمانی               |                 | در دهه هشتاد منتشر شد و در جشنواره ترنم رحمت به عنوان قطعه برتر معرفی شد. |
| گنبدهای سبز و آبی | ساعد باقری            | حسین یوسف زمانی               |                 | در دهه هشتاد منتشر شد. |
| رندانه            | ساعد باقری            | بهزاد خدارحمی                 | ۱۳۸۴            | در سال ۱۳۹۹ منتشر شد. |
| کاروان عشق        | عباس شهریاری سنگسری   | آریا حسن‌زاده                  | ۱۰ شهریور ۱۳۹۹  | تنظیم کننده و ناظر ضبط: محسن حسینی این اثر جهت تجلیل از عباس شهریاری سنگسری با تلاش جمعی از شاگردان او، با بهره‌گیری از یکی از اشعار کتاب تجلی عشق نوشته ایشان و به مناسبت ۱۱ تیرماه، آماده گردیده‌است.    |
| سفر دوست          | ارشاد رازانی          | عباس محمدی                    | مهر ۱۳۹۹        | |
| شکوه پرواز        | اهورا ایمان           | فریدون شهبازیان               | ۱۳۸۵            | فریدون شهبازیان و علیرضا افتخاری آن را به مردانِ نیروی هوایی ارتش تقدیم کرده‌اند. |
| خورشیدهای روشن    | سعید بیابانکی         | فریدون خشنود                  | آبان ۱۳۸۶       | این ترانه برای صعود تیم فوتبال سپاهان به دیدار پایانی رقابت‌های لیگ قهرمانان آسیا خوانده شده‌است. |
| زاینده‌رود من کو   | سعید بیابانکی         | محمدرضا چراغعلی               | ۱ شهریور ۱۳۹۲   | این ترانه برای بیان نگرانی دربارهٔ خشک شدن زاینده رود خوانده شده‌است. به گفته سعید بیابانکی پخش این ترانه از سیما ممنوع شده‌است.                                                                            |
| جانماز            | سعید بیابانکی         | علیرضا افتخاری                |                 | تصنیف در دستگاه نوا |
| کبوتر خسته        | ساعد باقری            | بهزاد خدارحمی                 | ۵ تیر ۱۳۸۹      | به مناسبت ماه رمضان منتشر شده‌است. |
| صاعقهٔ سبز         | محمدعلی معلم دامغانی  | علیرضا افتخاری                | ۱۹ مهر ۱۳۸۹     | آلبوم «صاعقهٔ سبز» به خوانندگی علیرضا افتخاری و آهنگسازی پدرام درخشانی است. از این آلبوم یک قطعه با نام «صاعقهٔ سبز» (به آهنگسازی علیرضا افتخاری و تنظیم پدرام درخشانی) تاکنون در فضای مجازی منتشر شده‌است. |
| در اصفهان بمانید  |                       | علیرضا افتخاری                | ۵ اردیبهشت ۱۳۹۳ | |
| دیار ماندگار      | صالحه زهره‌وند         | علیرضا افتخاری                | ۱۳۹۶            | این ترانه در وصف اصفهان خوانده شده‌است.در ترانه این اثر نام تمام شهرهای اصفهان آورده شده‌است. |
| مدافعان حرم       | احمد بابایی           | علیرضا سپهوند                 | ۱۱ خرداد ۱۳۹۵   | |
| غرق باران         | حامد حسین خانی        | عماد توحیدی                   | مرداد ۱۳۹۵      | موضوع این اثر دربارهٔ ۲۳ نفر از رزمندگان نوجوان ایرانی است که در جریان جنگ ایران و عراق در سال ۱۳۶۱ به اسارت نیروهای عراقی درآمدند.                                                                       |
| دلتنگ باران       | اسماعیل فرزانه        | مهرداد دلنوازی                | بهمن ۱۳۹۵       | افتخاری و دلنوازی این ترانه را به پاس زحمات محمدرضا شجریان در موسیقی و بهبودی سلامتی ایشان به او تقدیم کردند.                                                                                            |
| شهر تازه          | عبدالجبار کاکایی      | عباس آزاد                     | ۱۹ فروردین ۱۳۹۶ | این ترانه برای محافظت و توجه به محیط زیست خوانده شده‌است. |
| گل‌باران           | بیژن ارژن             | امیرمحمد رضایی                | ۱۳۹۷/۰۴/۱۷      | این ترانه در احترام به محیط بانان خوانده شده‌است. |
| رهایی             | سعید بیابانکی         | علیرضا افتخاری                | خرداد ۱۳۹۶      | این ترانه به مناسبت ایام ماه رمضان خوانده شده‌است. |
| به یاد مریم       | ندا شاه‌محمدی          | حسن میرزاخانی                 | ۲۸ تیر ۱۳۹۶     | این ترانه را به سبب درگذشت مریم میرزاخانی منتشر کرد. |
| کولبر             | بیژن ارژن             | صادق نوری                     | بهمن ۱۳۹۷       | علیرضا افتخاری آن را به کولبران تقدیم کرده‌است. |
| سلام              | عالیه رجبی            | امیرحسین اسکندری              | ۲۱ تیر ۱۳۹۸     | |
| حریم              | محمود حبیبی کسبی      | امیر حسین اسکندری             | ۱۷ تیر ۱۳۹۸     | |
| همت آهو           | محمد علی بهمنی        | ابوالفضل صادقی‌نژاد            | ۱۷ تیر ۱۳۹۸     | |
| پابوس             | جواد گنجعلی           | امیر حسین اسکندری             | ۲۲ تیر ۱۳۹۸     | این اثر همزمان با سالروز ولادت علی بن موسی الرضا منتشر شد. |
| مرد میدان         | مولوی                 | محمدرضا چراغعلی               | ۱۷ دی ۱۳۹۸      | این قطعه پس از کشته‌شدن قاسم سلیمانی خوانده شد. |
| چشم و چراغ        | مولوی                 | محمدجلیل عندلیبی              |                 | تصنیف افشاری |
| مهربانی           | مولوی                 | رضا شفیعیان                   |                 | تصنیفی در آواز بیات ترک بر اساس گوشه مهربانی ردیف هفت دستگاه موسیقی ایرانی |
| زیارت             | سعید بیابانکی         | حمید اکبرزاده                 | ۱۳۹۳            | تصنیف ابوعطا |
| هفت گنبد          | سعید بیابانکی         | علی زارع                      |                 | [ ۴۶ ] |
| روح جوانمردی      | پرویز بیگی حبیب آبادی | سینا جهان‌آبادی، الهام افتخاری |                 | [ ۴۷ ] |

## موسیقی فیلم و سریال
| نام                         | سال  | توضیحات                                                 |
| --------------------------- | ---- | ------------------------------------------------------- |
| قصه گیسو (امیرکبیر)         | ۱۳۶۳ | ضبط: کامبیز روشن‌روان، تکنواز نی: محمدعلی کیانی‌نژاد      |
| هشت بهشت                    | ۱۳۶۹ | تیتراژ، آهنگساز: علیرضا افتخاری، محمدسعید شریفیان       |
| لیلا                        | ۱۳۷۵ | پخش قطعاتی از نیلوفرانه در فیلم                         |
| شب‌های زاینده‌رود             | ۱۳۶۹ | خواننده قطعه آواز                                       |
| چتری برای کارگردان          | ۱۳۸۱ | تیتراژ فیلم                                             |
| بغض (روز رفتن)              | ۱۳۸۵ | تیتراژ، آهنگساز: محمدمهدی گورنگی، شاعر: فرزاد حسنی      |
| سرآغاز (به کجا چنین شتابان) | ۱۳۸۸ | تیتراژ، آهنگساز: الهام افتخاری، شاعر: تهمورس پورشیرمحمد |
| خوشه دنیا (پنجمین خورشید)   | ۱۳۸۸ | تیتراژ، آهنگساز: پیروز ارجمند، شاعر: محمدرضا رحمانی     |
| روزهای بهتر                 | ۱۳۹۶ | تیتراژ، آهنگساز: عماد توحیدی، شاعر: عبدالجبار کاکایی    |
| کهنه سرباز                  | ۱۳۹۶ | تیتراژ، آهنگساز: عماد توحیدی                            |

## آثار خصوصی
- سر عشق – اجرای خصوصی علیرضا افتخاری و جلیل شهناز[۵۹][۶۰]
- آواز عشق – اجرای خصوصی علیرضا افتخاری و جلیل شهناز[نیازمند منبع]
- یار همدم – اجرای خصوصی علیرضا افتخاری و محمد موسوی[۶۱]
- آزرده‌دل – اجرای خصوصی علیرضا افتخاری و محمد موسوی[۶۲]
- سرگشته - اجرای خصوصی علیرضا افتخاری و حبیب‌الله بدیعی[۶۳]
- کوی دوست – اجرای خصوصی علیرضا افتخاری و غلام‌حسین بیگجه‌خانی[۶۴]
- پیمان‌شکن – اجرای خصوصی ایرج خواجه امیری، علیرضا افتخاری، علی تجویدی، جلیل شهناز، حسن کسایی و ملک[۶۵]
- آرزو – اجرای خصوصی افتخاری، شهناز و محبی[۶۶]
- رازها – اجرای خصوصی افتخاری، بهزاد فروهری [نیازمند منبع]
- چارهٔ دل – اجرای خصوصی افتخاری، همایون یزدانی[نیازمند منبع]
- ایمان گل – اجرای خصوصی افتخاری، جلال ذوالفنون [نیازمند منبع]
- کفر زلف - بداهه خوانی و جواب آواز (نی) در دستگاه همایون، علیرضا افتخاری و محمدعلی کیانی نژاد[۶۷]
- ساز و آواز ماهور-اجرای خصوصی علیرضا افتخاری و علی اصغر بهاری (کمانچه)[۶۸]
- آواز افشاری - اجرای خصوصی علیرضا افتخاری و علی اصغر بهاری[۶۹]